# Comportamientos de superficie de los cetáceos

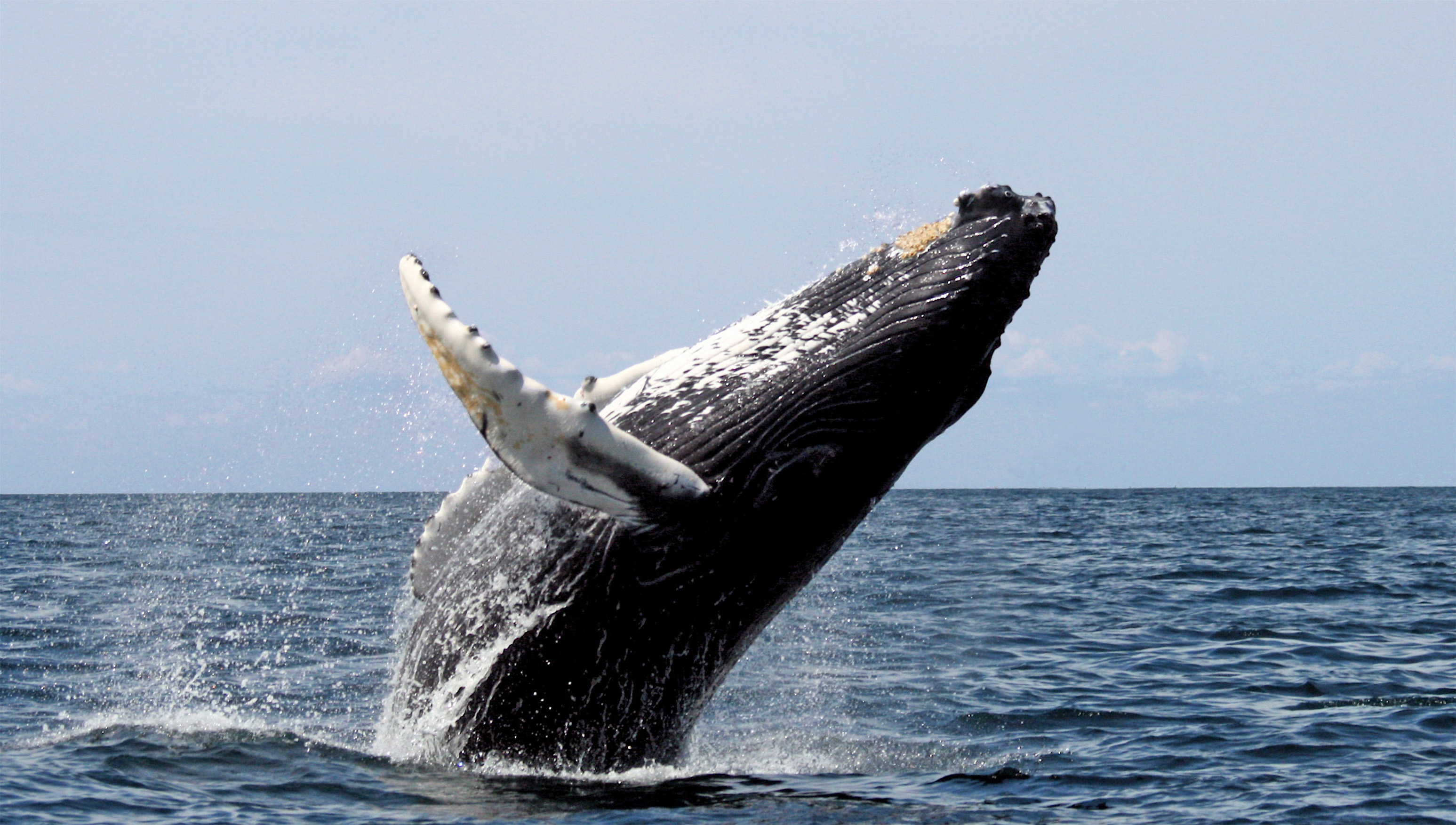
Ballena jorobada saliendo a la superficie en el Santuario Marino Nacional Stellwagen Bank en la Bahía de Massachusetts

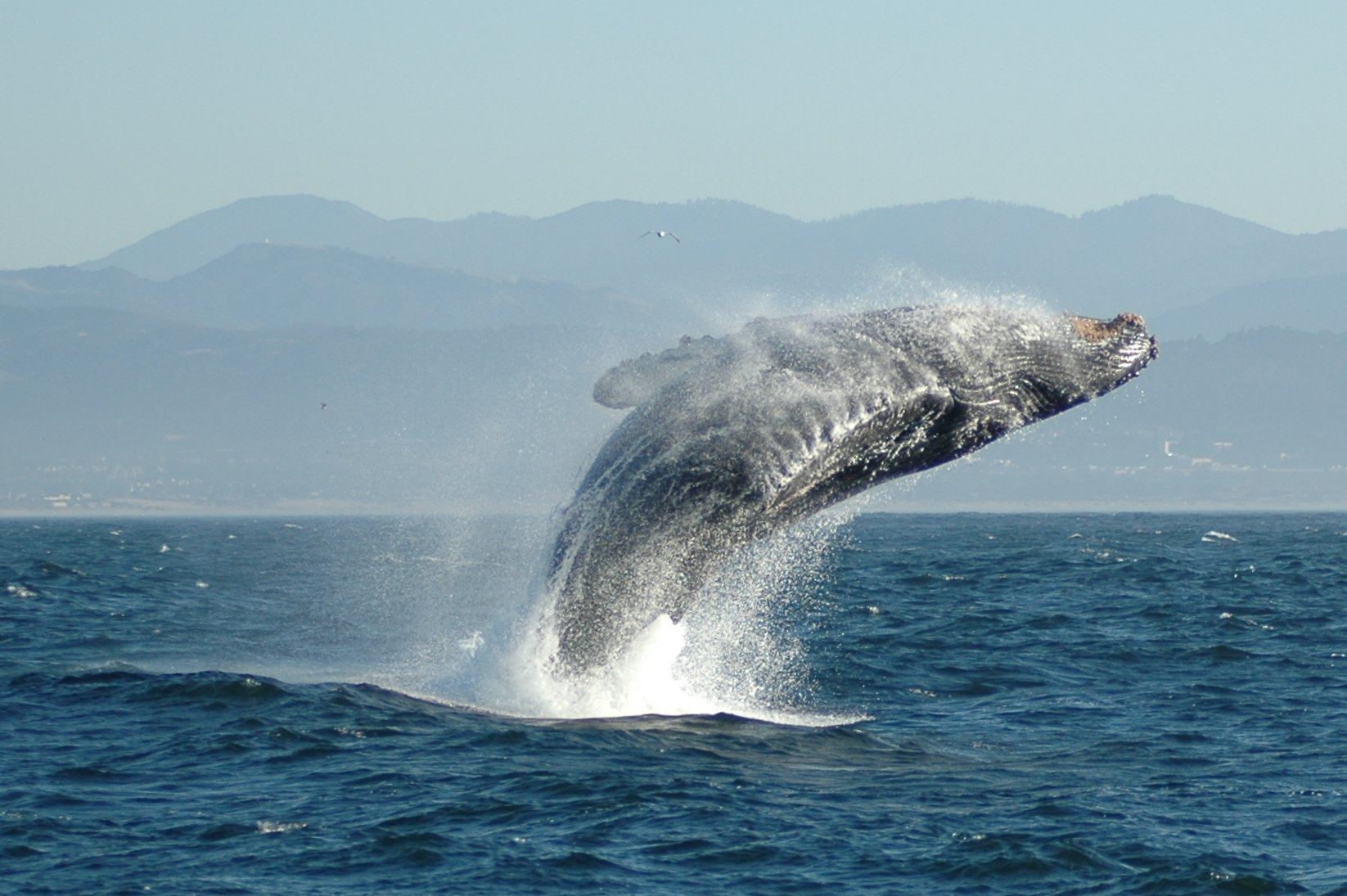
Ballena jorobada saliendo a la superficie

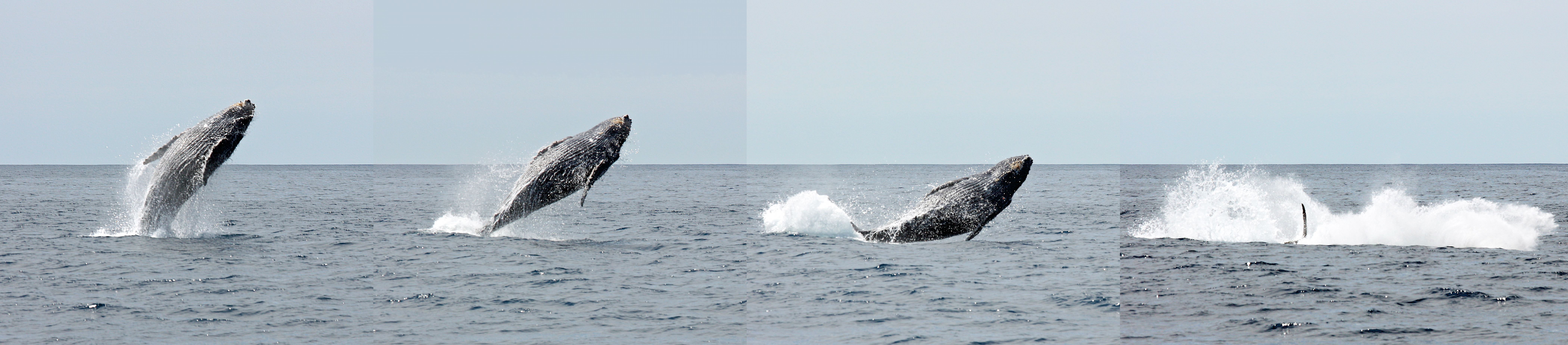
Secuencia de salida a la superficie de una ballena jorobada joven

Los comportamientos de superficie de los cetáceos o comportamientos de salida a la superficie son un grupo de comportamientos demostrados por la infraorden de los cetáceos cuando salen a la superficie del agua a respirar. Los intervalos de tiempo entre los episodios de salida a la superficie pueden variar dependiendo de la especie, del estilo de salida o del propósito de la inmersión. Es sabido que algunas especies pueden mantenerse bajo el agua por unos 85 minutos a la vez al cazar, y se han observado inmersiones de más de tres horas en los zifios de Cuvier en circunstancias extremas.
Además de hacerlo con el objeto de respirar, los cetáceos han desarrollado y utilizado comportamientos de superficie para muchas otras funciones tales como el cortejo, la alimentación o la comunicación. Todos los miembros del orden Cetacea que han sido observados con regularidad, incluyendo a las ballenas, los delfines y las marsopas, muestran una variedad de comportamientos de superficie. Los cetáceos generalmente se clasifican en dos subórdenes, Odontoceti y Mysticeti, con base en la presencia de bien dientes o barbas en adultos, respectivamente. Sin embargo, en relación con su comportamiento, los cetáceos pueden dividirse en ballenas (cetáceos de más de 10 m de largo, como los cachalotes y la mayoría de las ballenas barbadas), por una parte, y por la otra delfines y marsopas (todos los Odontoceti de menos de 10 m de largo, incluidas las orcas), en tanto muchos de sus comportamientos correlacionan con su tamaño. Si bien algunos comportamientos como los de "spyhopping" ("espionaje", un ascenso vertical a medias fuera del agua realizado para ver el entorno), "logging" (flotar como troncos) o golpear el agua con las colas ocurren en ambos grupos, otros como el de "bow riding" ("cabalgar" las olas) o los lanzamientos de pedúnculos son exclusivos de uno u otro grupo. Son estos comportamientos energéticos los que los humanos observan con mayor frecuencia, lo que ha dado lugar a una gran cantidad de literatura científica sobre el tema, así como una popular industria turística.

## Comportamientos de superficie durante el viaje

### Salida a la superficie (Breaching) y embestida (Lunging)

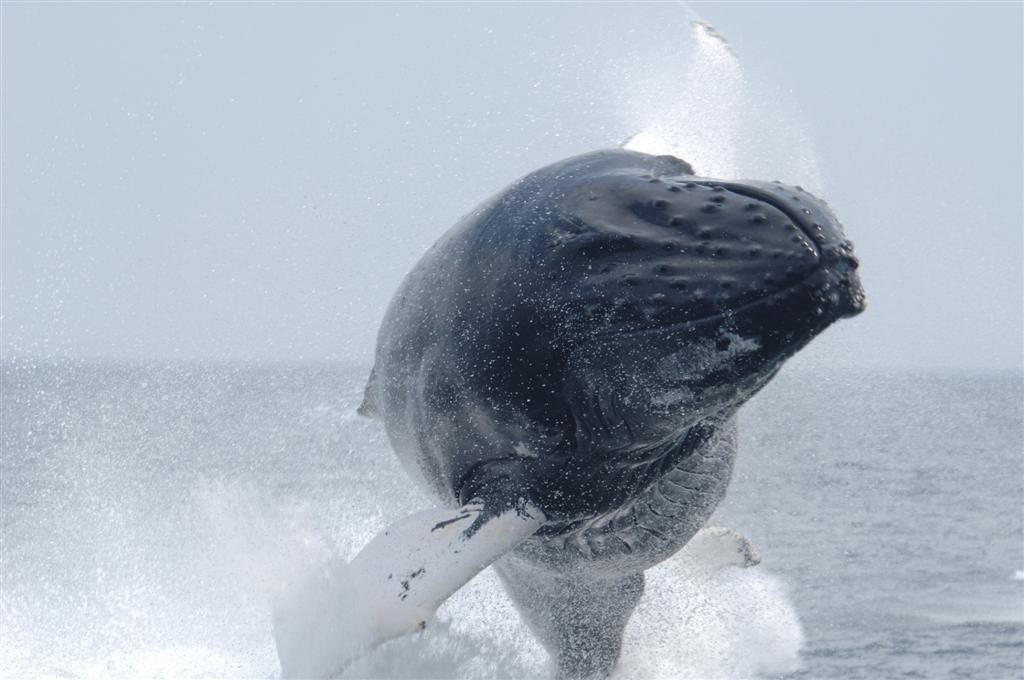
Ballena jorobada saliendo a la superficie de manera giratoria
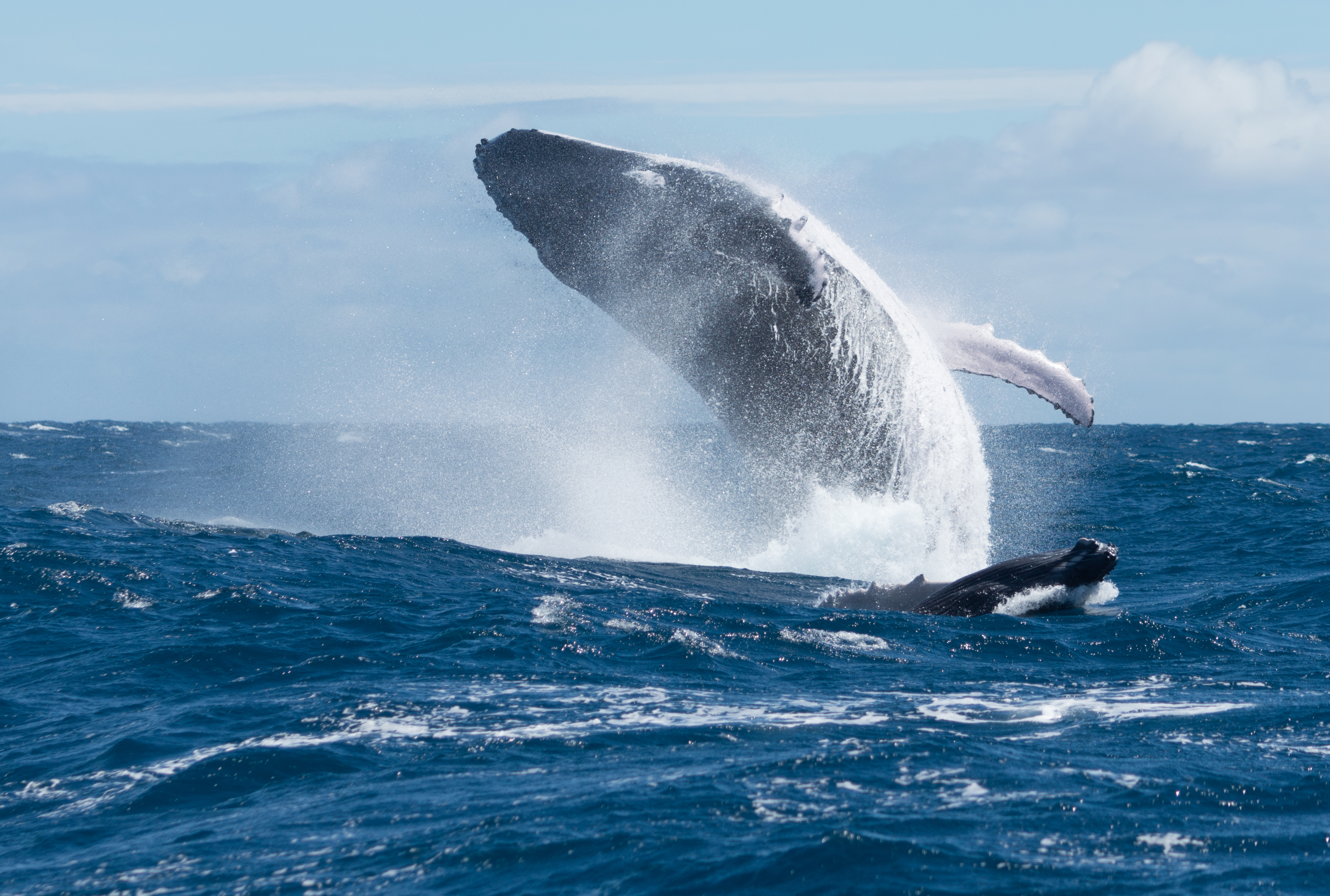
Ballena jorobada cerca de su cría de ballena, saliendo a la superficie para mantener alejados a los machos
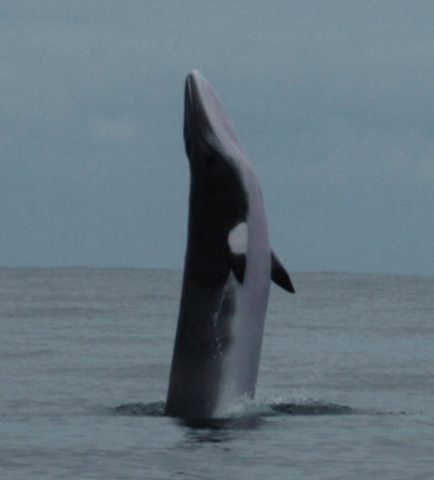
Ballena minke del norte saliendo del agua en las Azores
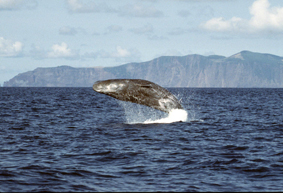
Cachalote saliendo en las Azores
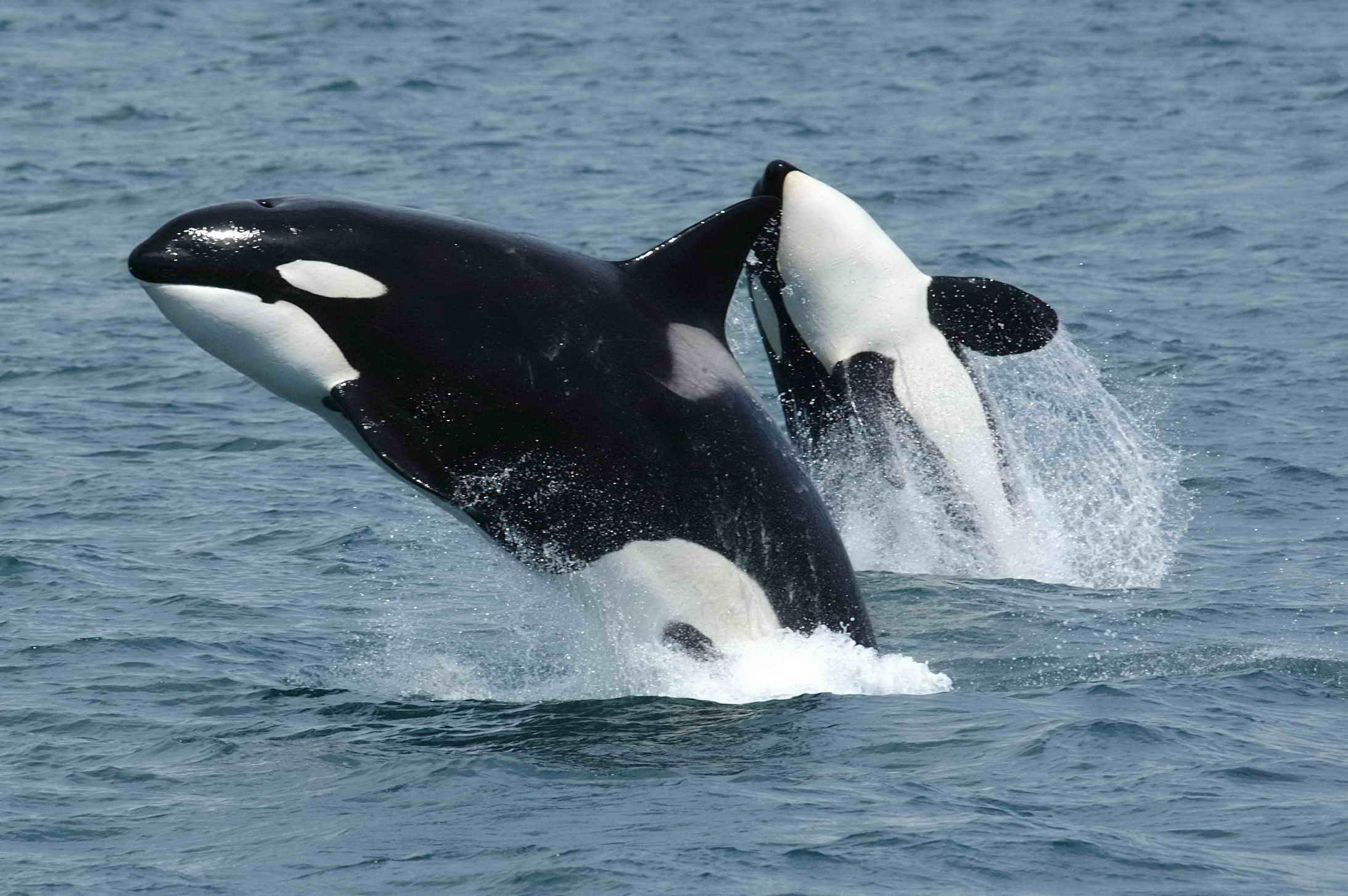
Orcas saliendo del agua de manera simultánea en el costado sur de la isla Unimak, Alaska
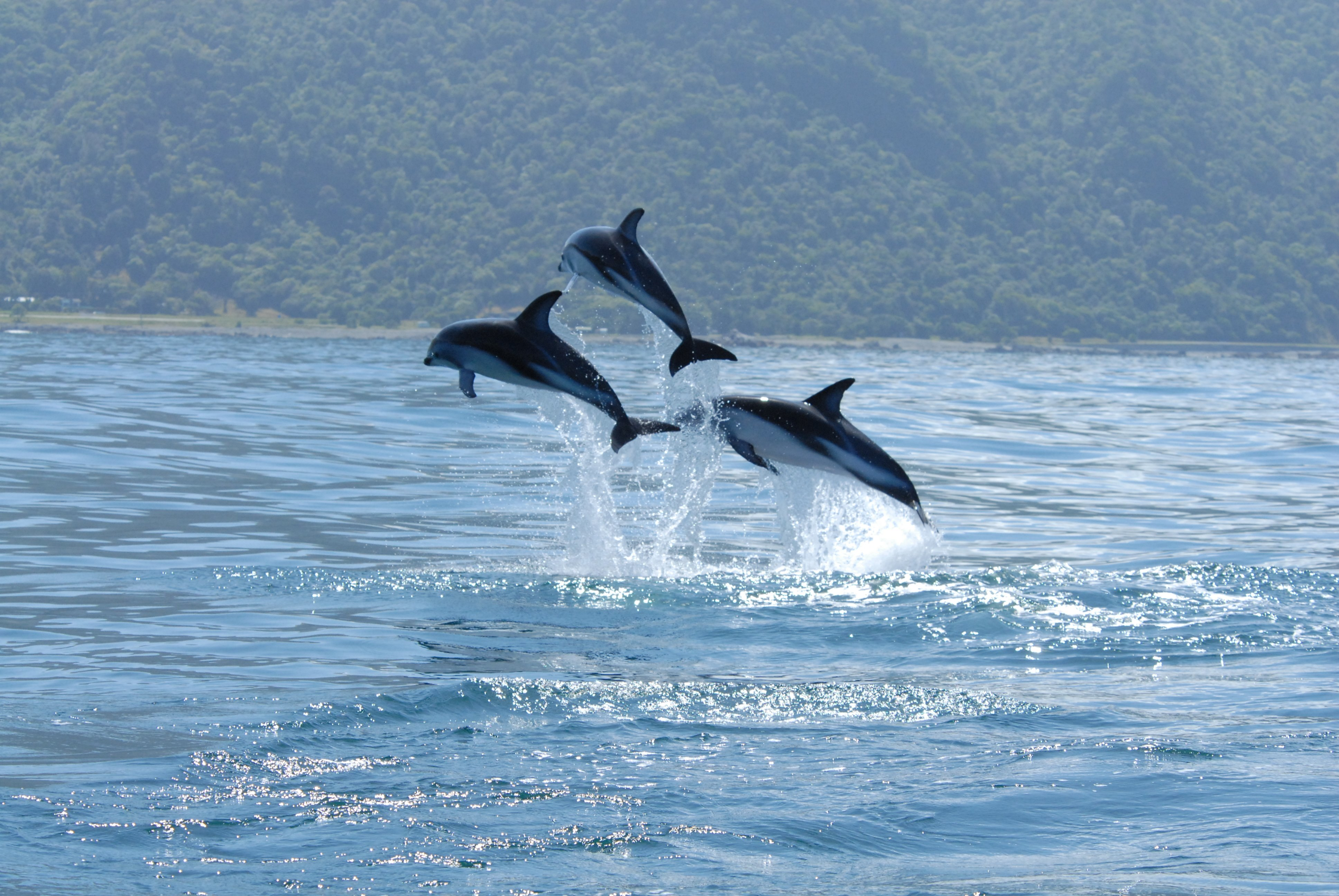
Delfines oscuros frente a Kaikoura, Nueva Zelanda

Una salida del agua (en inglés, breach) o embestida (en inglés, lunge) es un salto o cresteo (cresting) fuera del agua. La distinción entre los dos términos es bastante arbitraria: el investigador de cetáceos Hal Whitehead define una salida del agua como cualquier salto en el que al menos 40% del cuerpo del animal sale del agua, y una embestida como un salto en el que menos del 40% sale. En términos cualitativos, una salida del agua es un salto genuino con la intención de salir del agua, en tanto que una embestida se refiere al resultado de un nado rápido en una curva ascendente que tiene como consecuencia el que la ballena salga a la superficie del agua sin intención. En los rorcuales, este último comportamiento de "embestida" es con frecuencia resultado de sus comportamientos alimenticios. Las especies saltadoras que se observan con mayor frecuencia son los cachalotes, ballenas francas y ballenas jorobadas. Sin embargo, otras ballenas barbadas como las ballenas de aleta, las ballenas azules, las ballenas de minke, las ballenas grises y los rorcuales sei también salen a la superficie. Los delfines oceánicos, incluyendo las orcas, son saltadores muy comunes y, de hecho, son capaces de salir completamente del agua con gran facilidad, aunque hay poca distinción entre este comportamiento y el llamado marsopeo (ver más adelante). Algunas criaturas marinas no cetáceas también exhiben comportamientos de salida del agua, como es el caso de varias especies de tiburones y de las rayas de los géneros Manta y Mobula.
Los cetáceos emplean dos técnicas para salir a la superficie. El primer método, más común en cachalotes y ballenas jorobadas, se lleva a caba nadando verticalmente hacia arriba desde la profundidad y saliendo en línea recta del agua. El otro método común es el de nadar cerca de la superficie y en paralelo a ella, y luego dar un tirón hacia arriba a toda velocidad con al menos tres golpes de cola para realizar una salida del agua. En todos los tipos de salida a la superficie, el cetáceo sale del agua con la mayor parte de su cuerpo en un ángulo agudo, por ejemplo, en los cachalotes, a 30° respecto a la horizontal en promedio. Luego, la ballena se gira para caer de espaldas o de costado o, con menor frecuencia, cayendo de "panzazo" en vez de girar. Para lograr sacar un 90% de su cuerpo a la superficie, una ballena jorobada debe salir del agua a una velocidad de ocho metros por segundo o 29 kilómetros por hora. Para un animal que pesa 36 toneladas, esto da como resultado un momentum de 288.000 kg·m/s. A pesar de este costo energético, las salidas del agua suelen hacerse en serie. La serie sostenida más larga registrada ha sido la de una ballena jorobada cerca de las Indias Occidentales, con un total de 130 saltos en menos de 90 minutos. Las salidas repetidas del agua cansan al animal, por lo que cada vez que se hacen sale del agua una menor proporción de su cuerpo.
Las razones últimas por las que ocurren las salidas del agua se desconocen. Con todo, existe evidencia que respalda una variedad de hipótesis. Es más probable que las ballenas salgan a la superficie cuando viajan en grupos, lo que sugiere que este comportamiento sirve de señal no verbal para otros miembros del grupo durante el comportamiento social. Los científicos han llamado a esta teoría "señalización honesta": La inmensa nube de burbujas y la perturbación bajo la superficie que ocurren tras una salida no pueden fingirse, de manera que los cetáceos en la vecindad saben que se ha producido una salida. Una sola salida le cuesta a una ballena apenas alrededor del 0.075% de su ingesta diaria total de energía, pero una larga serie de salidas puede resultar en un gasto energético importante. Por lo tanto, una salida del agua es una señal de que el animal se encuentra en buena forma física para darse el lujo de derrochar energía haciendo tal exhibición acrobática, por lo que se cree que podría ser usada para demostrar dominio, para el cortejo o para advertir peligro. Así mismo, es posible que el fuerte golpe que ocurre al volver a entrar al agua sea útil para aturdir o asustar a una presa, de forma similar a un golpe de cola. Puesto que las salidas se observan con frecuencia en mares agitados, es posible también que una salida le permita a la ballena respirar aire que no esté cerca de la superficie ni lleno de rocío, o que usen las salidas para comunicarse entre ellas cuando el ruido del océano bloquea las señales acústicas. Otra razón posible, ampliamente aceptada, es la de quitarse parásitos de la piel. Es posible también que este comportamiento sea simplemente una forma de juego.

### Marsopeo (Porpoising)

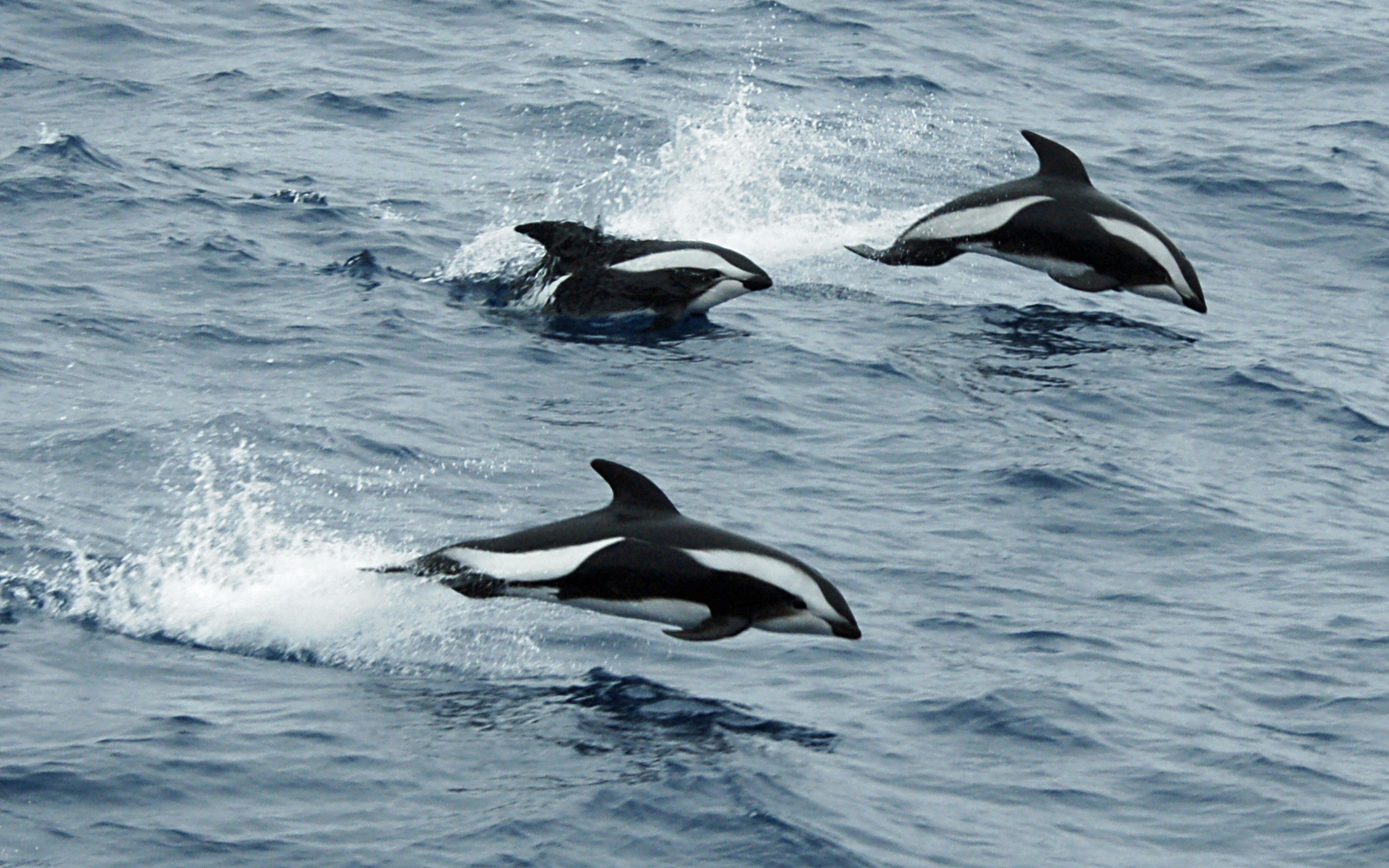
Delfines cruzados en el Pasaje de Drake
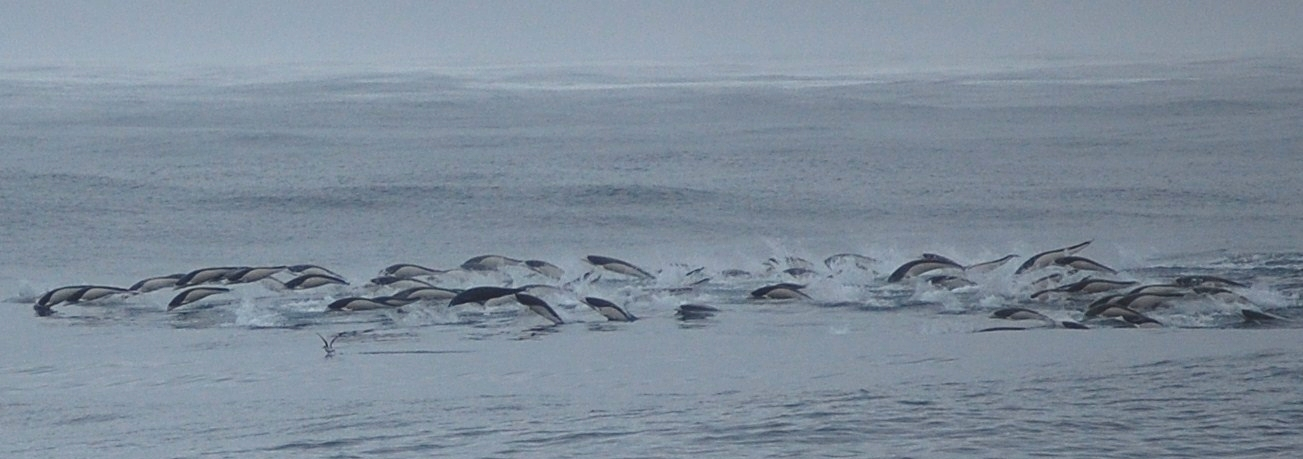
Delfines lisos del sur marsopeando

El marsopeo (en inglés, porpoising), también conocido como carrera (running), es un comportamiento de superficie de alta velocidad que ocurre entre los cetáceos pequeños y en el que se alternan saltos largos y un nado cerca de la superficie. A pesar de su nombre, el comportamiento de marsopeo se observa tanto en delfines como marsopas, así como en otras especies marinas como los pingüinos o los pinnípedos. Cuando los mamíferos marinos nadan a gran velocidad, se ven obligados a mantenerse cerca de la superficie para mantener la respiración para tal ejercicio vigoroso. A velocidades de crucero bajas, inferiores a los 4.6 m/s (16.6 k/h), los delfines nadan por debajo de la superficie del agua y solo exponen brevemente sus espiráculos así como hasta un tercio de su cuerpo a la vez. Esto resulta en poca salpicadura, en tanto tienen una forma muy dinámica. El marsopeo ocurre principalmente cuando delfines y marsopas nadan a velocidades superiores a los 4.6 m/s (16.6 k/h). Aquí, la longitud del salto es aproximadamente igual a la distancia recorrida cuando los cetáceos se encuentran sumergidos. Esto expone el espiráculo durante más tiempo, un aspecto necesario para obtener suficiente oxígeno para mantener el metabolismo y, por tanto, altas velocidades durante largos períodos de tiempo. Algunos estudios han mostrado que saltar es más eficiente energéticamente que nadar por encima de un cierto umbral de velocidad. Esto se debe a la reducción de la fricción al viajar por el aire en comparación con hacerlo por el agua, lo que ahorra más energía de la que es necesaria para producir el salto. Estos beneficios también superan la energía gastada como resultado de la gran cantidad de salpicadura que se observa a menudo cuando los grupos están marsopeando. El marsopeo es, por tanto, resultado del nado a alta velocidad que utilizan los cetáceos para actividades importantes de persecución y escape. Por ejemplo, se puede ver delfines marsopeando para alejarse de sus depredadores principales, los tiburones o de la ruta de barcos que se aproximan para evitar colisiones.
Si bien el marsopeo es un resultado útil del nado rápido, gran parte de la variación observada en este comportamiento no puede explicarse solo por esta causa, y es por tanto probable que haya evolucionado para cumplir otras funciones. Por ejemplo, la rotación que ocurre durante el marsopeo del delfín girador provoca muchas salpicaduras y es más común a velocidades más bajas por lo que no puede atribuírsele a un mecanismo de ahorro de energía. Por lo tanto, es más probable que corresponda a una forma de juego o de comunicación al interior de los grupos o entre ellos. Otra razón podría ser la de remover percebes o pequeños tiburones como las rémoras que, al estar adheridos, aumentan la resistencia al nadar. Cuando los delfines giradores impactan contra el agua, la combinación de fuerza centrífuga y vertical sobre estos ectoparásitos puede ser de hasta 700 veces su propio peso y removerlos por tanto de manera eficiente. Otras teorías sugieren que los cetáceos pueden marsopear con el objetivo de observar objetos distantes, por ejemplo, comida, buscando señales visuales, tales como pájaros zambulléndose en clavado sobre un círculo de peces. La investigación sobre funciones adicionales del marsopeo se ha centrado hasta ahora en las especies más acrobáticas, pero es probable que otros cetáceos la empleen también por estas mismas razones y quizás también por otras razones desconocidas.

### Deslizamiento sobre las olas (Wave-ridingobow-riding) y seguimiento de embarcaciones

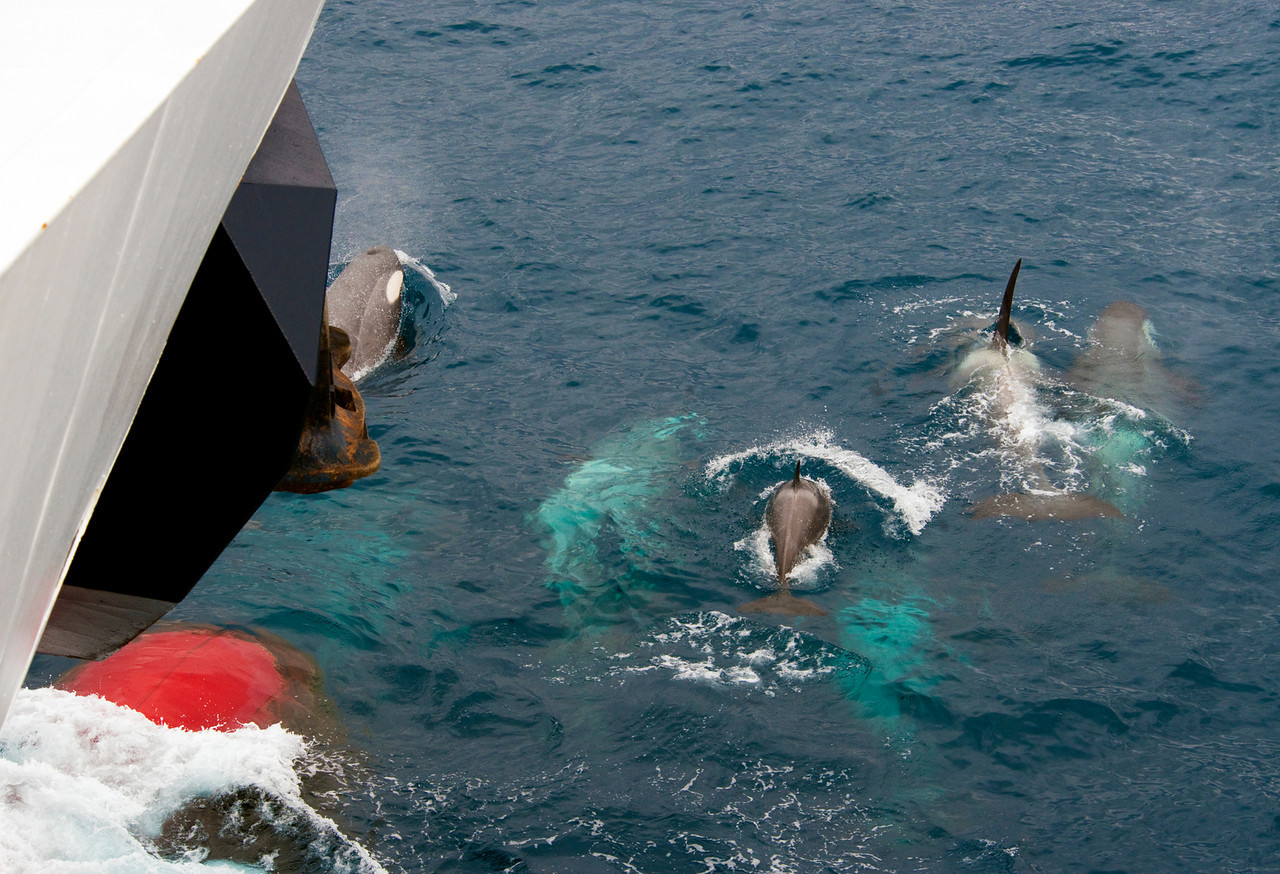
Orcas "tipo B" cerca de Georgia del Sur
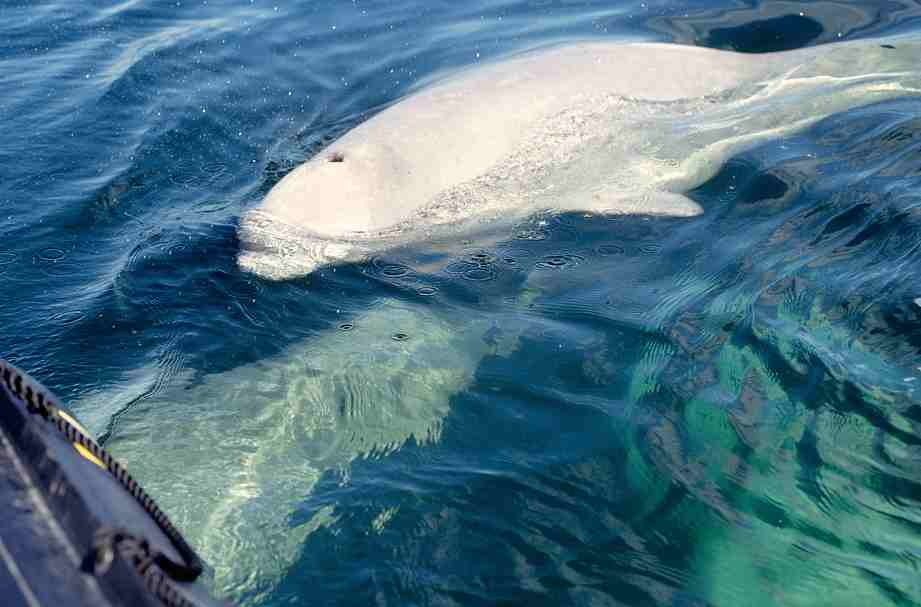
Belugas siguiendo botes vigía en el río Churchill
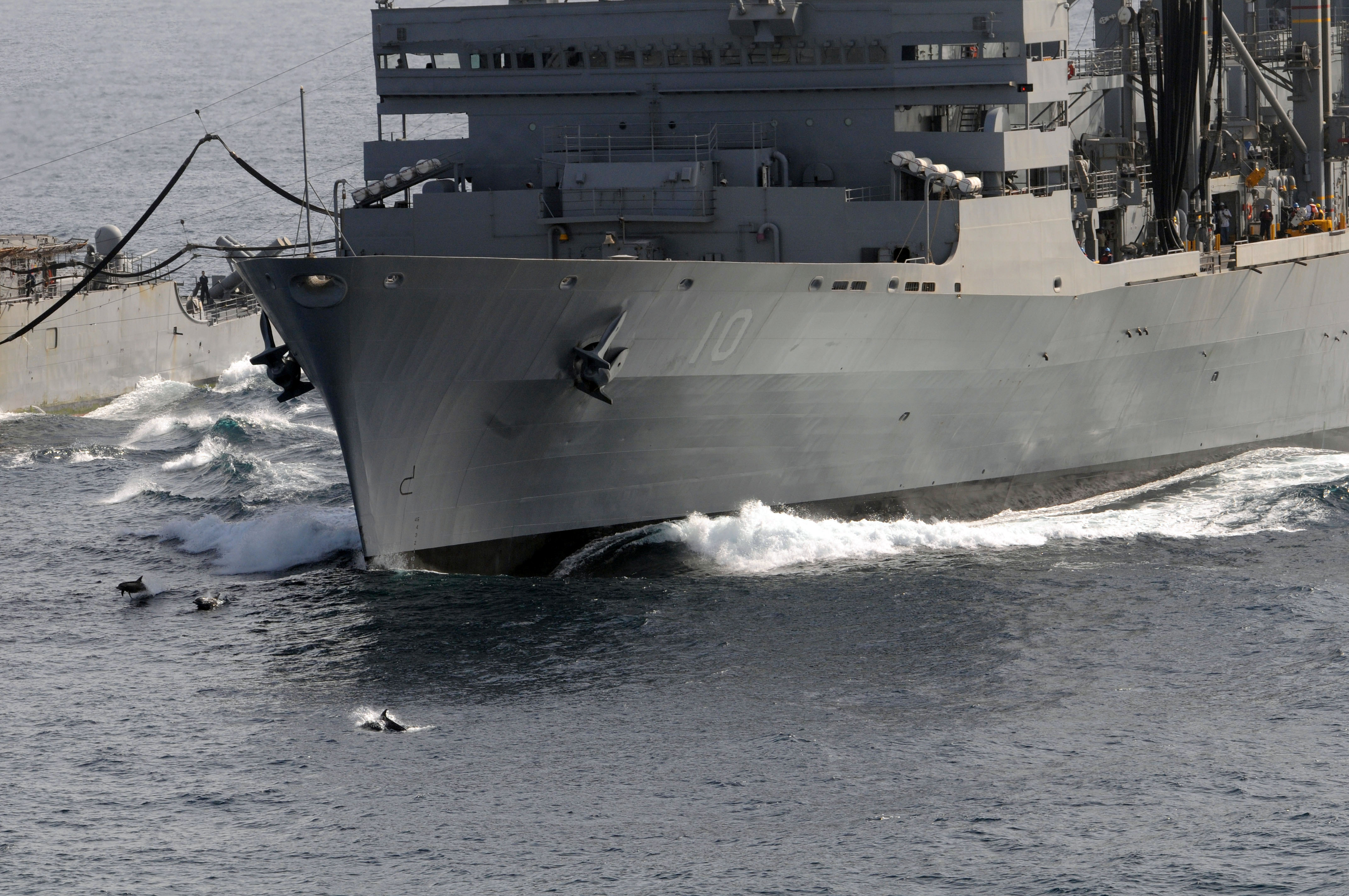
Delfines nariz de botella cerca de Omán
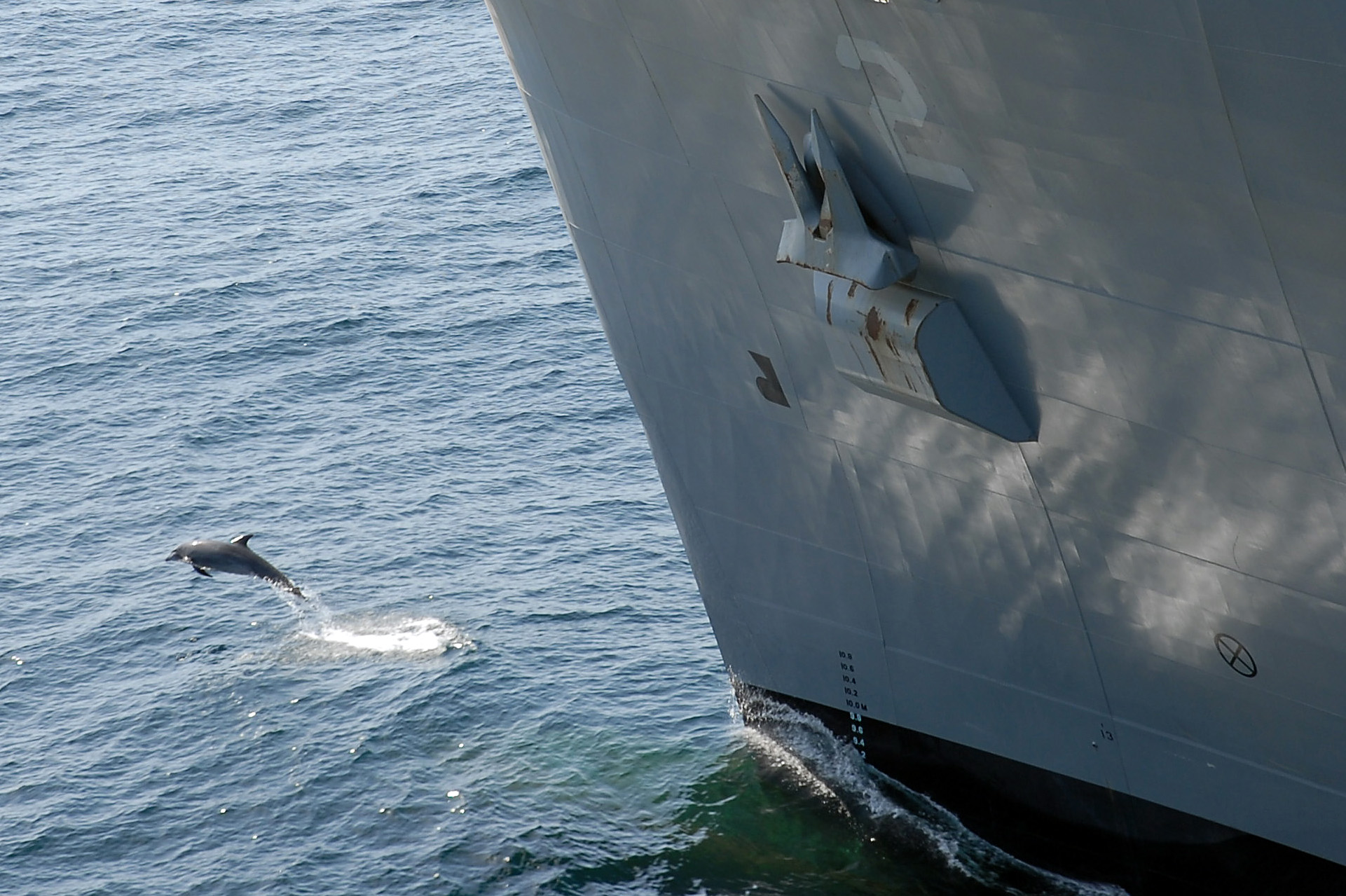
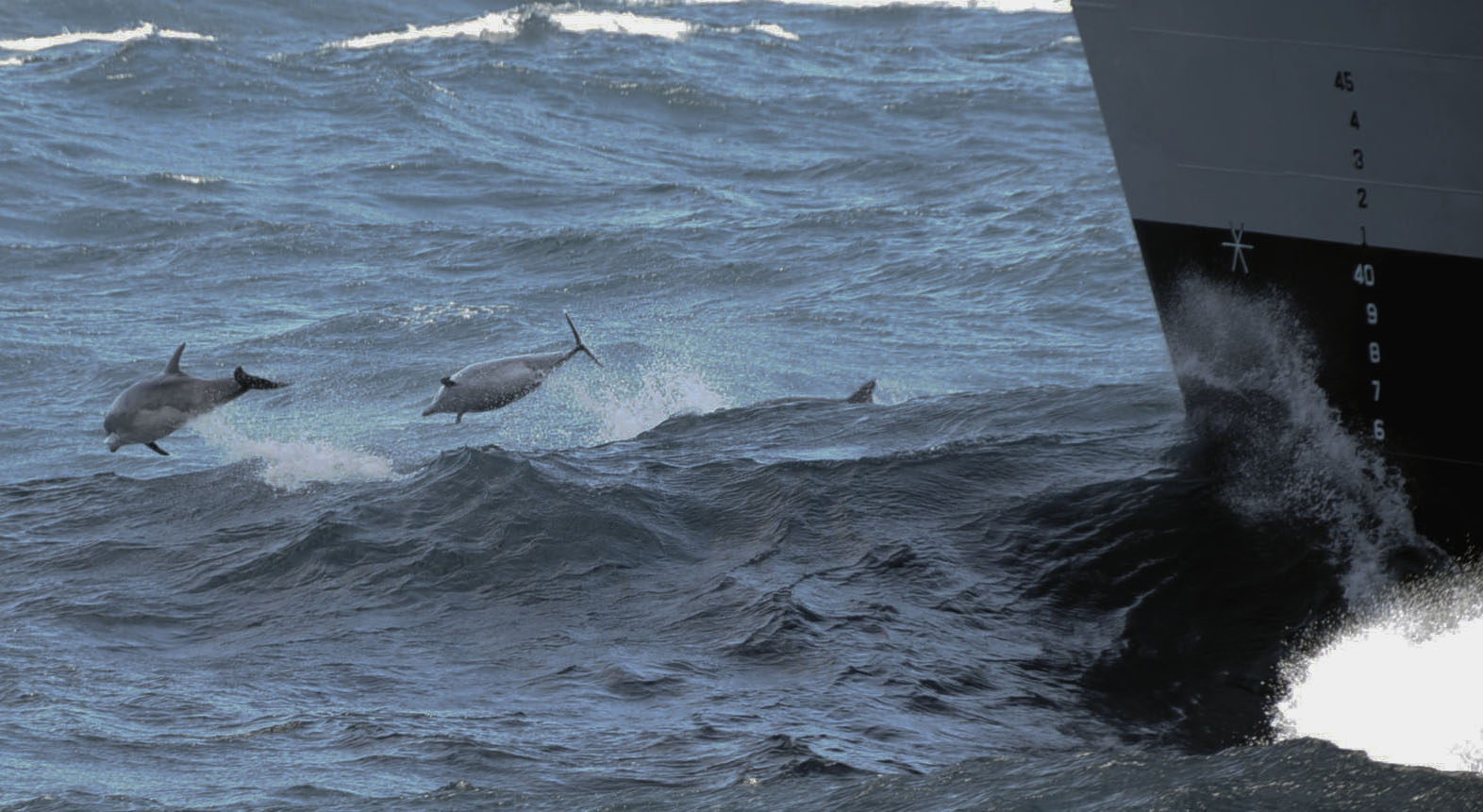
Delfines saltando al paso de un barco militar
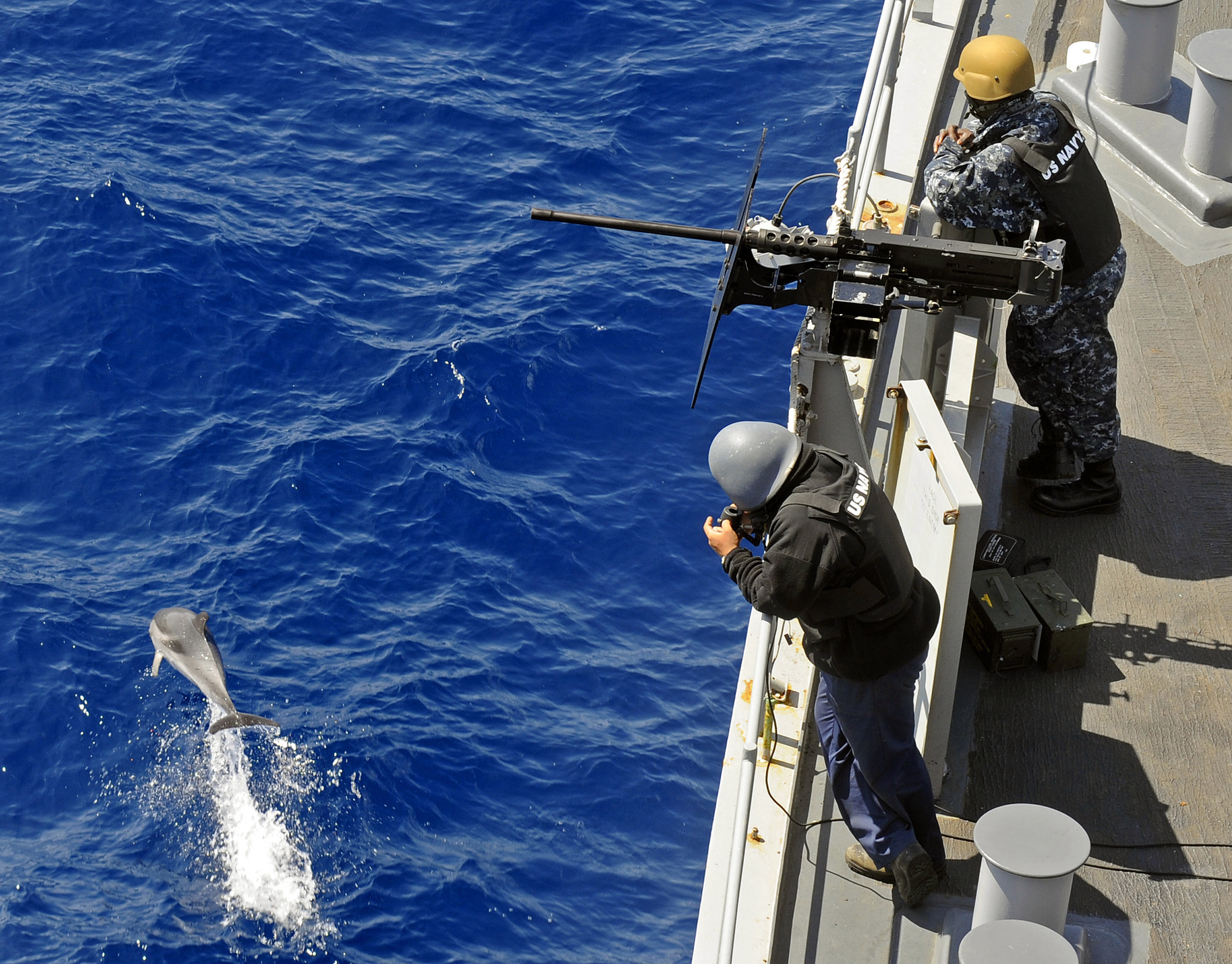
Delfin nariz de botella en el Adriático
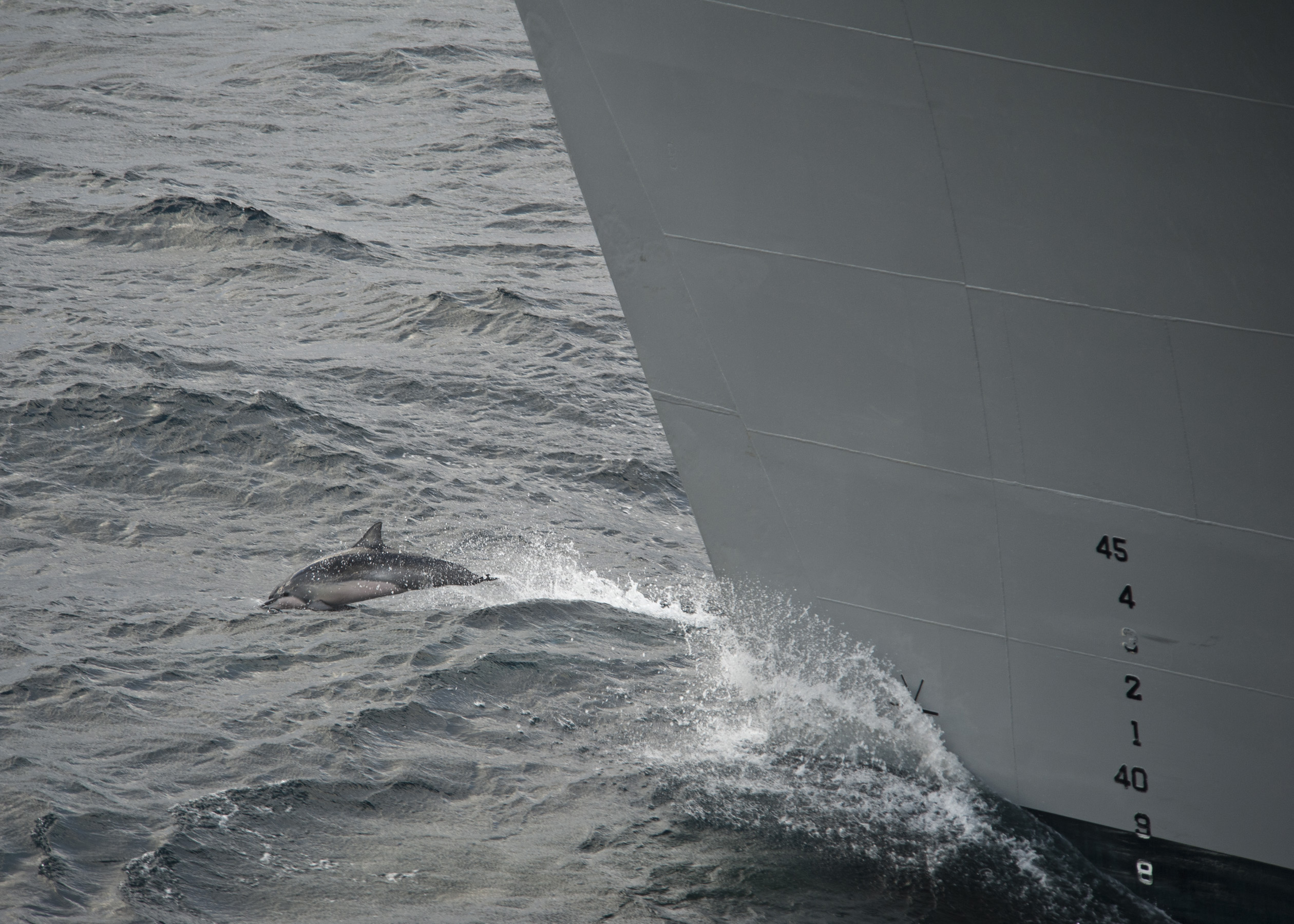
Delfín clímene deslizándose sobre una ola
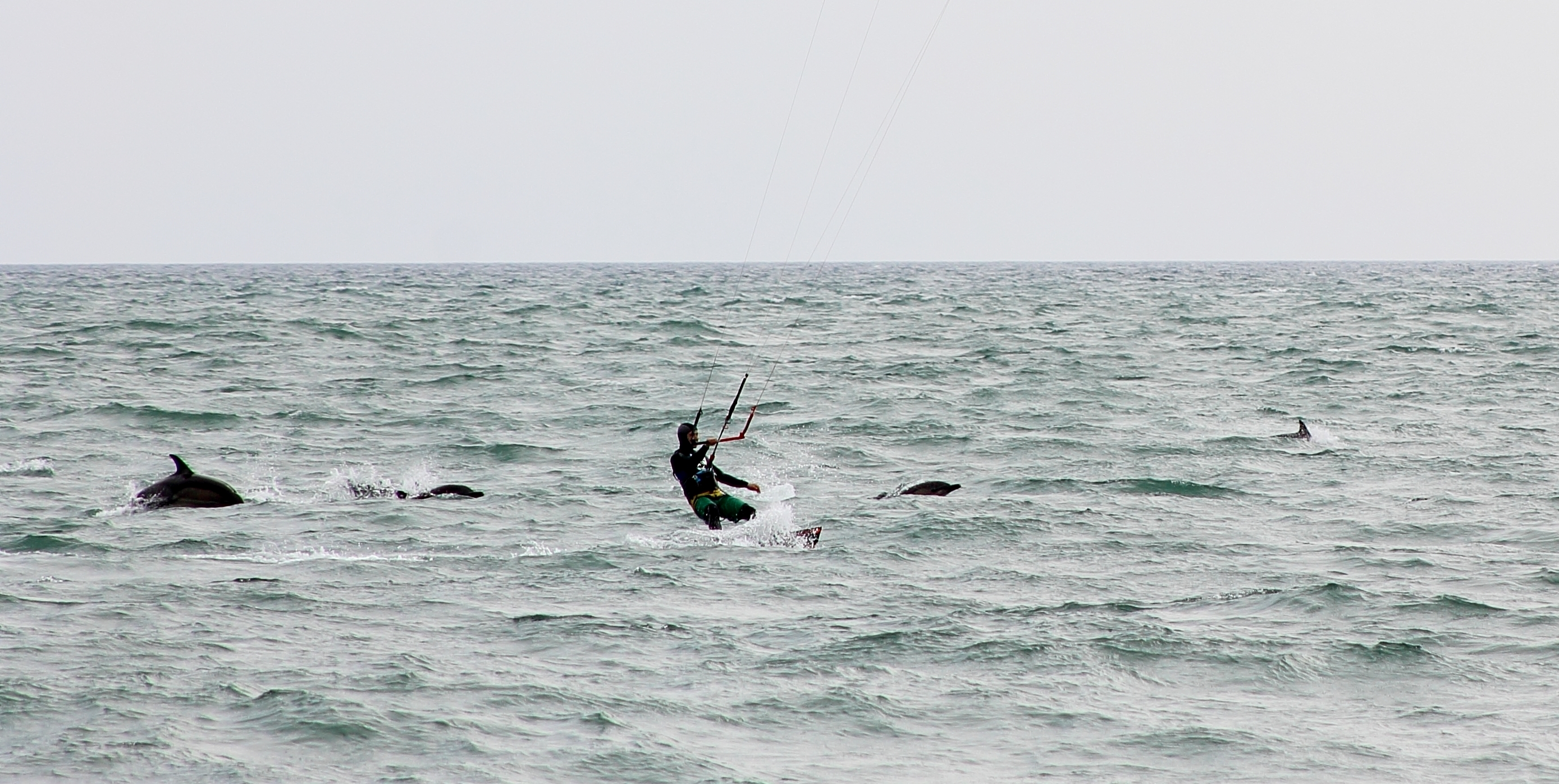
Delfines comúnes del mar Negro junto a un kite-surfer cerca de Sochi

El término deslizarse sobre las olas (en inglés, wave-riding) se usa más comúnmente para describir la actividad de superficie de cetáceos que se acercan a los botes y que saltan repetidamente en las olas producidas por estos. Esto incluye el deslizarse a proa (bow-riding), en el que los cetáceos se encuentran en la ola de presión frente al barco, y el deslizamiento en estela, en el que se encuentran en popa, en la estela dejada por la embarcación. Los cetáceos nadan usando la propulsión de aletas caudales cuando experimentan una energía de las olas inferior al umbral necesario para deslizarse, como ocurre cuando los barcos viajan a velocidades inferiores a los 3 m/s (11 k/h) o cuando se encuentran fuera de la zona de máxima energía de  las olas. Sin embargo, a velocidades más altas, delfines y marsopas buscan la onda de presión y su zona de máxima energía para deslizarse sobre la ola manteniendo sus aletas caudales en un plano fijo, con solo pequeños ajustes para el reposicionamiento. Deslizarse con las olas reduce el costo energético del nado para el delfín, incluso cuando se compara con velocidades de nado más bajas.Por ejemplo, la frecuencia cardíaca, tasa metabólica y el costo de transporte se reducen hasta en un 70% durante las olas en comparación con el nado a velocidades 1 m/s (3.6 k/h) más bajas en el delfín nariz de botella. El comportamiento de deslizarse con las olas puede ser realizado con duraciones que van de minutos hasta varias horas,y es por tanto un mecanismo de ahorro de energía útil para el nado a velocidades más altas.
El deslizamiento sobre las olas es más común en odontocetos pequeños. También se ha observado en cetáceos más grandes, como las falsas orcas y orcas, si bien la mayoría de odontocetos más grandes evitan cualquier interacción con embarcaciones. El deslizamiento a proa es la forma más común de comportamiento interactivo con embarcaciones en varias especies de odontocetos más pequeñas, como los delfines de los géneros Stenella y Delphinus. El tipo de interacción puede depender con frecuencia del estado conductual del grupo así como de la especie. Por ejemplo, las interacciones con defines pintados son más probables cuando viajan o cuando se mueven sin un destino particular, pero menos probables cuando socializan o se alimentan en la superficie. El comportamiento interactivo puede depender también de la composición del grupo, pues se ha observado que tanto orcas como delfines nariz de botella interactúan más cuando hay un crías en el grupo. Esto indica que los grupos que tienen crías pueden acercarse a las embarcaciones a enseñarles a los jóvenes cómo interactuar de manera segura para evitar colisiones. Otro resultado de que los cetáceos viajen en grupos o manadas es un aumento en la rivalidad por la ganar la energía óptima de las olas y, por tanto, la posición de mayor ahorro de energía. La posición de los individuos puede reflejar la jerarquía de dominio de la manada, y por lo mismo, podría ser usada para demostrar el dominio, como en el caso de orcas machos dominantes permaneciendo más cerca de la superficie del agua en la proa del barco. Es bien sabido también que varios rorcuales, como los rorcuales de minke, sei, bryde, las ballenas jorobadas, y grises muestran acciones de maneras similares.

#### Galería
- Delfines saltando

## Comportamientos de superficie estacionarios

### Asomo o Espionaje (Spyhopping)

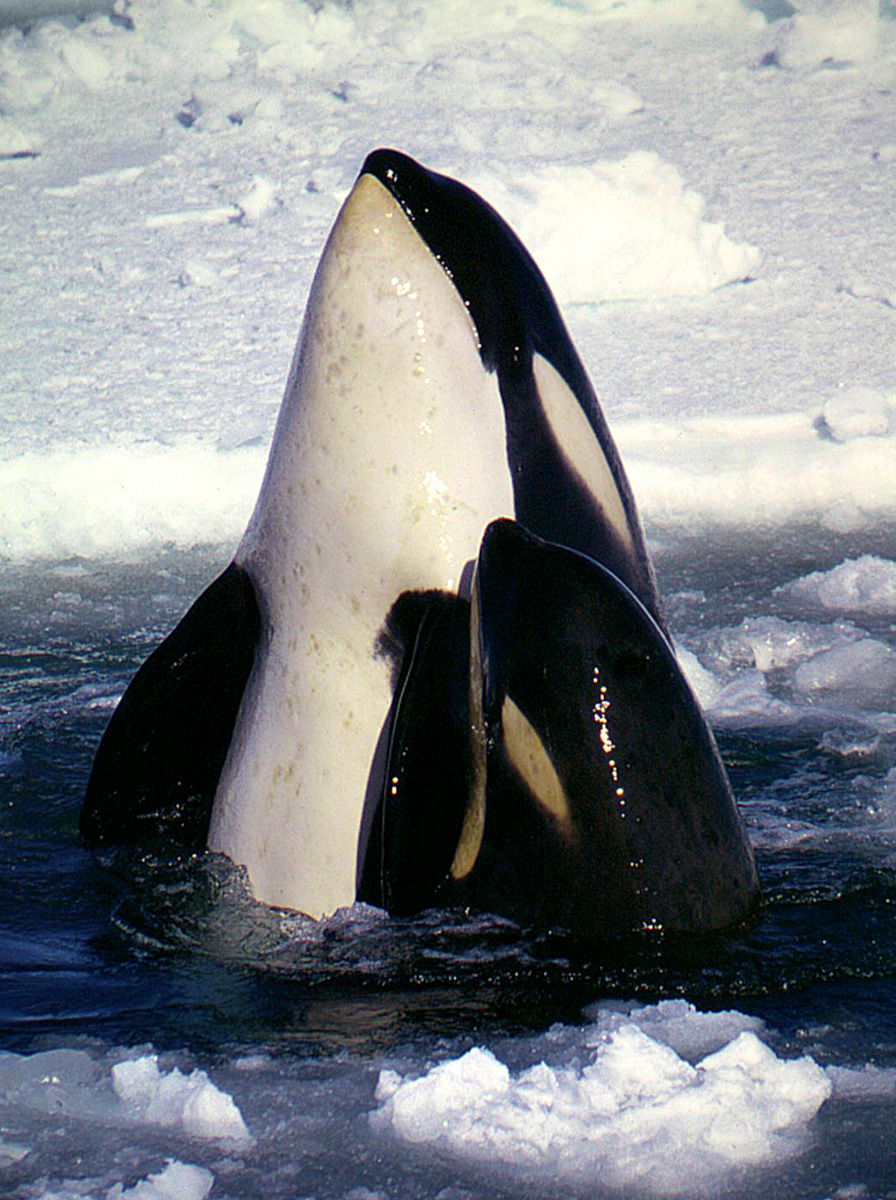
Espionaje en una orca ("tipo C")
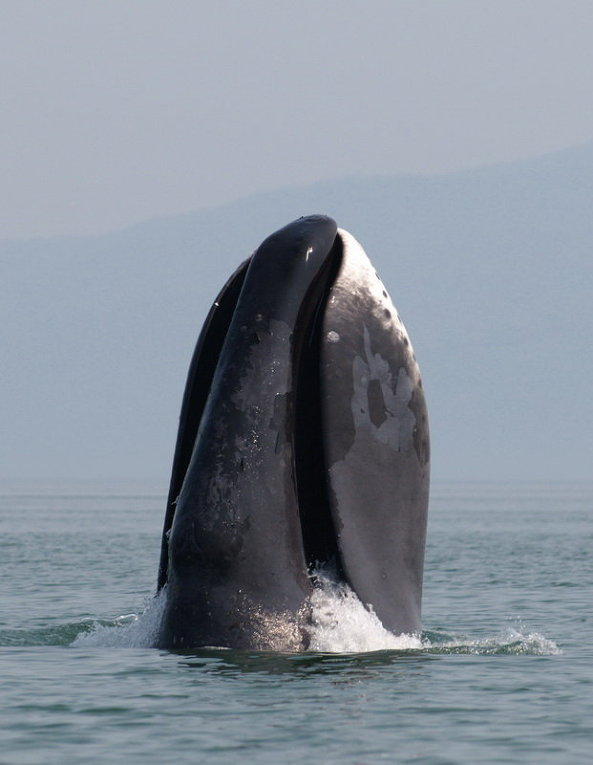
Espionaje en ballenas de Groenlandia en las islas Chantar
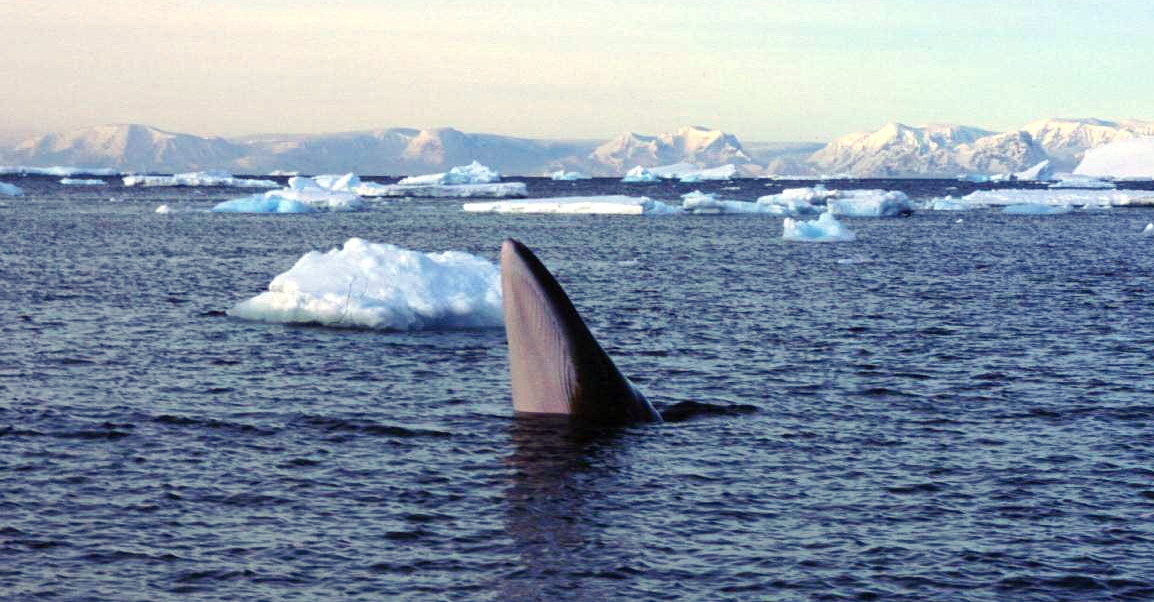
Espionaje en ballenas minke australes en la Antártida
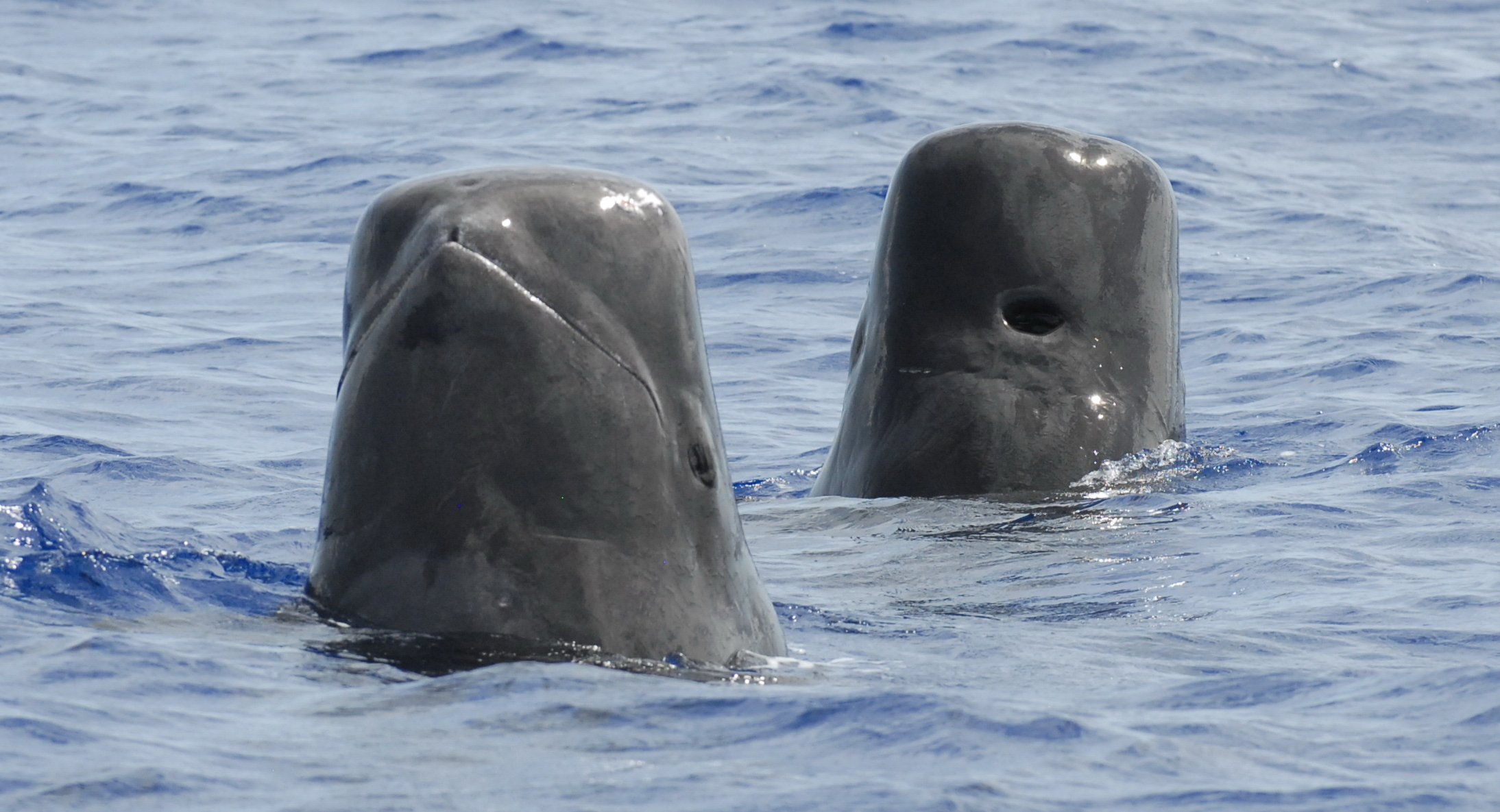
Ballenas piloto de aleta corta espíando en Guam

Al hacer un asomo o espionaje (en inglés spyhopping), la ballena se eleva y mantiene una posición vertical parcialmente fuera del agua, a menudo exponiendo su rostro y cabeza enteros. Es visualmente similar a cuando un ser humano mantiene la cabeza fuera del agua tratando de no hundirse. El asomo es controlado y lento, y puede durar minutos si la ballena es lo suficientemente curiosa sobre lo que sea que esté viendo. Por lo general, para mantener su posición "erguida" la ballena no parece nadar por medio de propulsión de aletas caudales mientras se asoma, sino que depende de un control excepcional de su flotabilidad y del posicionamiento que hacen con las aletas pectorales. De manera típica, los ojos de las ballenas se mantienen ligeramente por encima o por debajo de la superficie del agua, lo que les permite ver lo que se encuentre cerca en la superficie. El gran tiburón blanco y el tiburón oceánico de puntas blancas también son conocidos por exhibir este comportamiento.
El espionaje a menudo ocurre durante situaciones en las que el foco de atención de las ballenas está en un bote, como aquellos de los tours de observación de ballenas, a los que a veces se acercan y con los que pueden interactuar. Por otro lado, se cree que el espionaje en las orcas se debe a razones de depredación, en tanto se las ve a menudo alrededor de témpanos de hielo para ver si presas, como las focas, descansan sobre ellas. Cuando se detecta una presa, el individuo lleva a cabo una serie de asomos desde diferentes lugares a su alrededor, y luego vocaliza a los miembros del grupo para que hagan lo mismo y posiblemente se preparen para un ataque.En este caso, un espionaje puede ser más útil que una salto, ya que la vista se mantiene estable durante un período de tiempo más largo. A menudo, cuando los cetáceos salen del agua sus ojos no alcanzan a salir, lo que sugiere que tal vez este comportamiento no se utilice para mirar sino para oír. Por ejemplo, ballenas grises a menudo se asoman a escuchar mejor cuando están cerca de la línea en donde las olas comienzan a romper en el océano, pues esto señala su ruta de migración. Así pues, se puede decir que el comportamiento de espionaje se utiliza por muchas razones diferentes en una amplia gama de especies.

### Golpes de cola (Lobtailing) y palmadas (slapping)
Los golpes de cola (Lobtailing) son actos en los que una ballena o un delfín que levanta su aleta caudal fuera del agua y luego la deja caer sobre la superficie del agua de manera fuerte y rápida para dar una sonora bofetada. Las ballenas grandes tienden a dar golpes de cola ubicándose verticalmente hacia abajo en el agua y luego golpeando la superficie doblando sus colas. Los delfines, en cambio, tienden a mantenerse horizontales, sobre su vientre o sobre sus espaldas, y dan la bofetada mediante un movimiento brusco de todo su cuerpo. Probablemente todas las especies dan varios golpes de cola en una sola sesión. Al igual que la salida del agua, el golpe de cola es común entre especies de cetáceos activos como los cachalotes, ballenas jorobadas, ballenas francas y ballenas grises.Es menos común, si bien ocurre ocasionalmente, entre las otras ballenas grandes. Las marsopas y los delfines de río rara vez dan golpes de cola, pero es un fenómeno muy común entre delfines oceánicos. El golpe de cola es más común en especies que tienen órdenes sociales complejos que en aquellas en las que los animales tienen más probabilidades de ser solitarios.Los golpes de cola a menudo ocurren junto con otros comportamientos aéreos, como salidas.Especies con aletas grandes también pueden golpearlas contra el agua para obtener un efecto similar, conocido como bofetadas pectorales.
El sonido de un golpe de cola puede escucharse bajo el agua a varios cientos de metros del lugar en el que ocurre. Esto ha llevado a que científicos especulen que el golpeo de cola es, al igual que las salidas del agua, una forma de comunicación no vocal. Sin embargo, estudios con ballenas boreales han demostrado que el ruido de un golpe de cola viaja mucho peor que el de una llamada vocal o el de un salto. Por lo tanto, el golpe de cola es probablemente importante tanto visual como acústicamente, y puede ser un signo de agresión. Algunos sugieren que el golpe cola en las ballenas jorobadas es un medio de forrajeo. La hipótesis es que el ruido fuerte hace que los peces se asusten, estrechando así su cardumen, lo que haría más fácil que las ballenas jorobadas se alimenten de ellos. En este caso, el comportamiento de alimentación por golpeo de cola pareció extenderse de manera progresiva por toda la población, ya que aumentó del 0 al 50% de la población que lo usó durante un estudio de 9 años. En tanto no se observó que ningún individuo menor de 2 años ni ninguna madre utilizaran la alimentación por golpeo de cola, esto sugiere que se enseña en grupos de forrajeo. La propagación de la alimentación por golpe de cola entre ballenas jorobadas indica su éxito como un método novedoso de forrajeo.

#### Galería
- Ballenas con la cola levantada en Wikimedia Commons.

### Lanzamiento de pedúnculo (Peduncle throw)
Un lanzamiento de pedúnculo (en inglés, penducle throw), también llamado pedunculeo, es un comportamiento de salida a la superficie exclusivo de las ballenas jorobadas. Durante este comportamiento, la ballena jorobada convierte su impulso hacia adelante en una rotación similar a un latigazo, pivotando con sus pectorales mientras impulsa su cabeza hacia abajo y saca toda su aleta y pedúnculo (la parte posterior muscular del torso) fuera del agua y hacia los lados, antes de estrellarla contra el agua con una fuerza tremenda. El lanzamiento de pedúnculo ocurre entre los animales focales (hembras, escoltas, machos retadores) en un grupo competitivo, al parecer como un gesto agresivo. Las posibilidades incluyen escoltas que intentan alejar a un macho desafiante en particular, hembras que parecen agitadas con una escolta o un individuos que no están cómodos con la presencia de barcos que les observen. Ocasionalmente, algunas ballenas realizan docenas de lanzamientos de pedúnculo en serio, dirigidos al mismo objetivo cada vez.

### Palmada pectoral (Pectoral slapping)

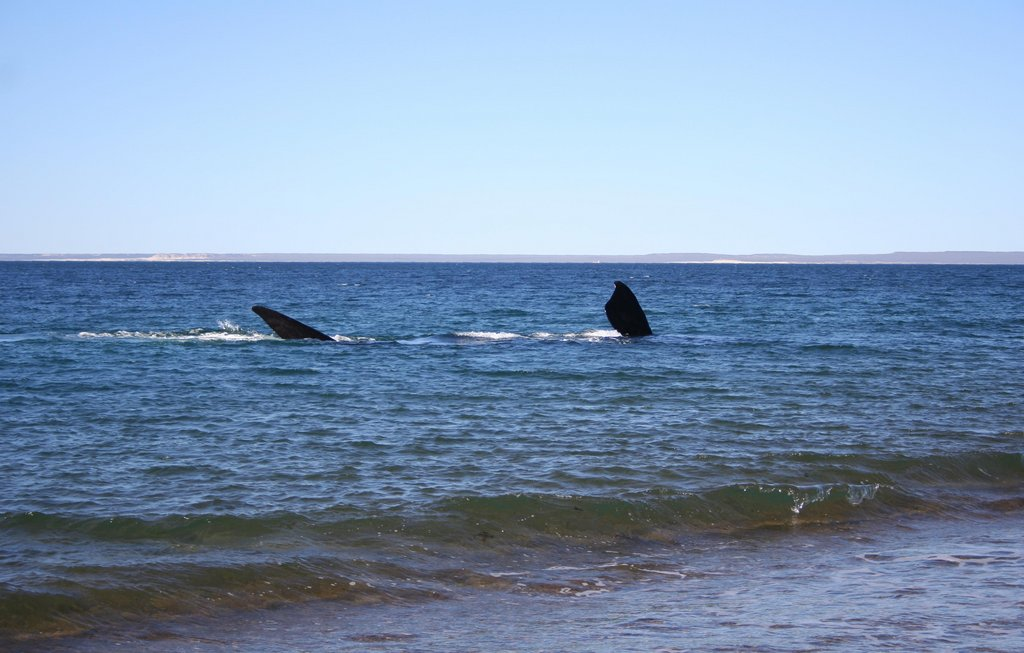
Ballena franca austral mostrando aletas pectorales
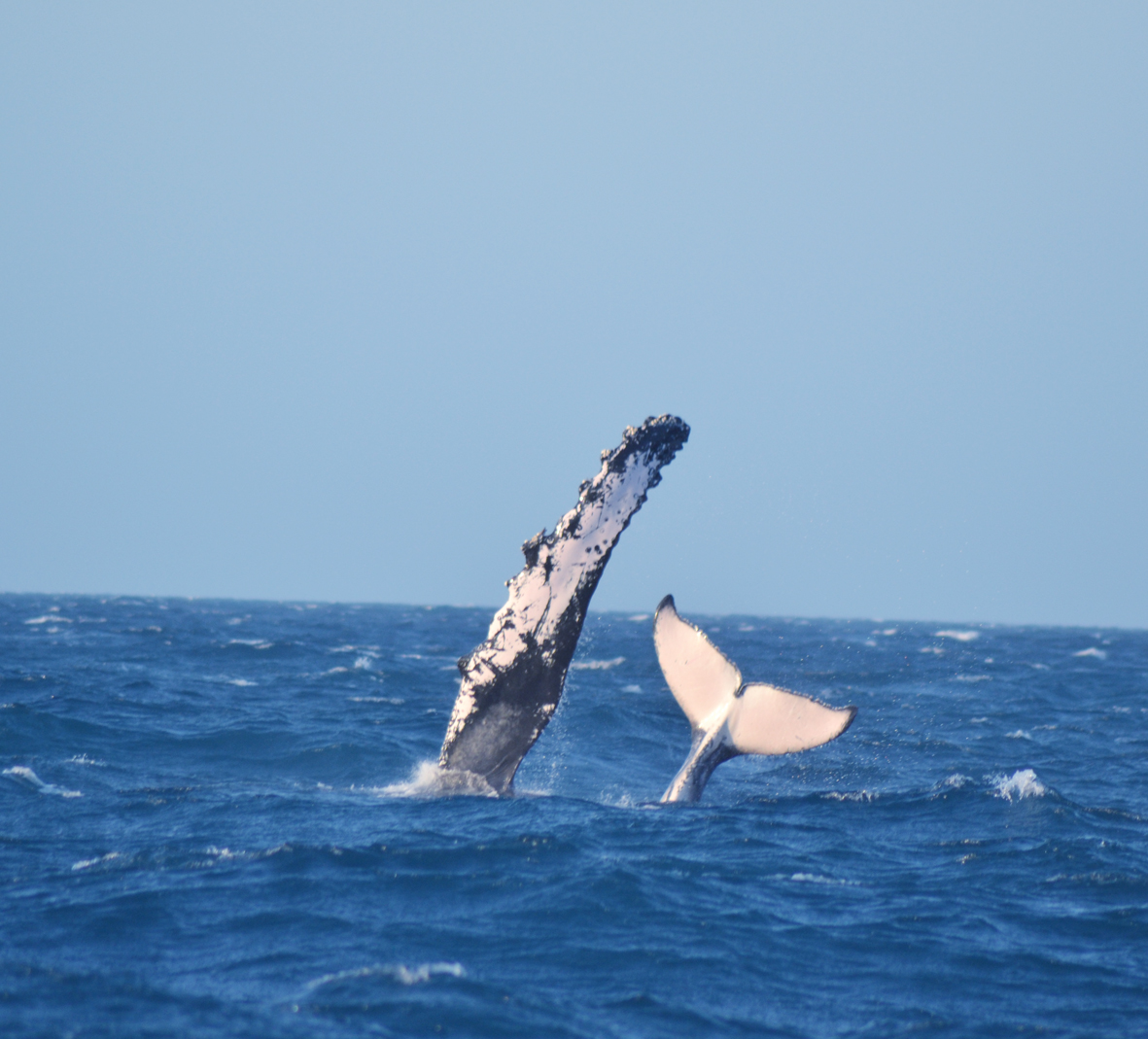
Ballenas jorobadas

La palmada pectoral (en inglés pectoral slapping) ocurre cuando un cetáceo se pone de lado, exponiendo una o las dos aletas pectorales al aire y las golpea contra la superficie del agua. Es una forma de comunicación no vocal comúnmente observada en una variedad de especies de ballenas y delfines, así como entre las focas. El movimiento es lento y controlado, y un mismo individuo puede repetir el comportamiento durante unos minutos. La aleta pectoral de la ballena jorobada es el apéndice más grande de cualquier mamífero y las ballenas jorobadas son conocidas por sus comportamientos extremadamente acrobáticos. Las palmadas pectorales varían entre grupos de diferente estructura social, en tanto no ocurre entre machos solitarios, mientras que es común en parejas de madres con crías y también cuando están acompañadas por un escolta. Por lo tanto, las razones para dar palmadas pectorales pueden variar dependiendo de la edad y el sexo de cada ballena jorobada. Durante la temporada de cría, los machos adultos dan palmadas antes de disociarse de un grupo de machos que compiten por una hembra, mientras que las hembras adultas dan palmadas para atraer a posibles parejas e indicar que son sexualmente receptivas. Su función entre parejas de madres y sus crías es menos entendida, pero es probable que sea una forma de juego y comunicación que la madre enseña a la cría para que la utilice cuando alcance la madurez sexual. Las palmadas pectorales también se han observado entre las ballenas francas, pero debido a su menor tamaño, el sonido que producen es mucho menor y por lo tanto se utiliza para comunicación a distancias más pequeñas, comparadas con las ballenas jorobadas. La exposición de la aleta pectoral y la consiguiente palmada también se han observado con poca frecuencia entre las ballenas azules, donde este comportamiento ocurre más a menudo como un subproducto de que embistan para alimentarse y luego se giren sobre su lado.

### Flotación (Logging)

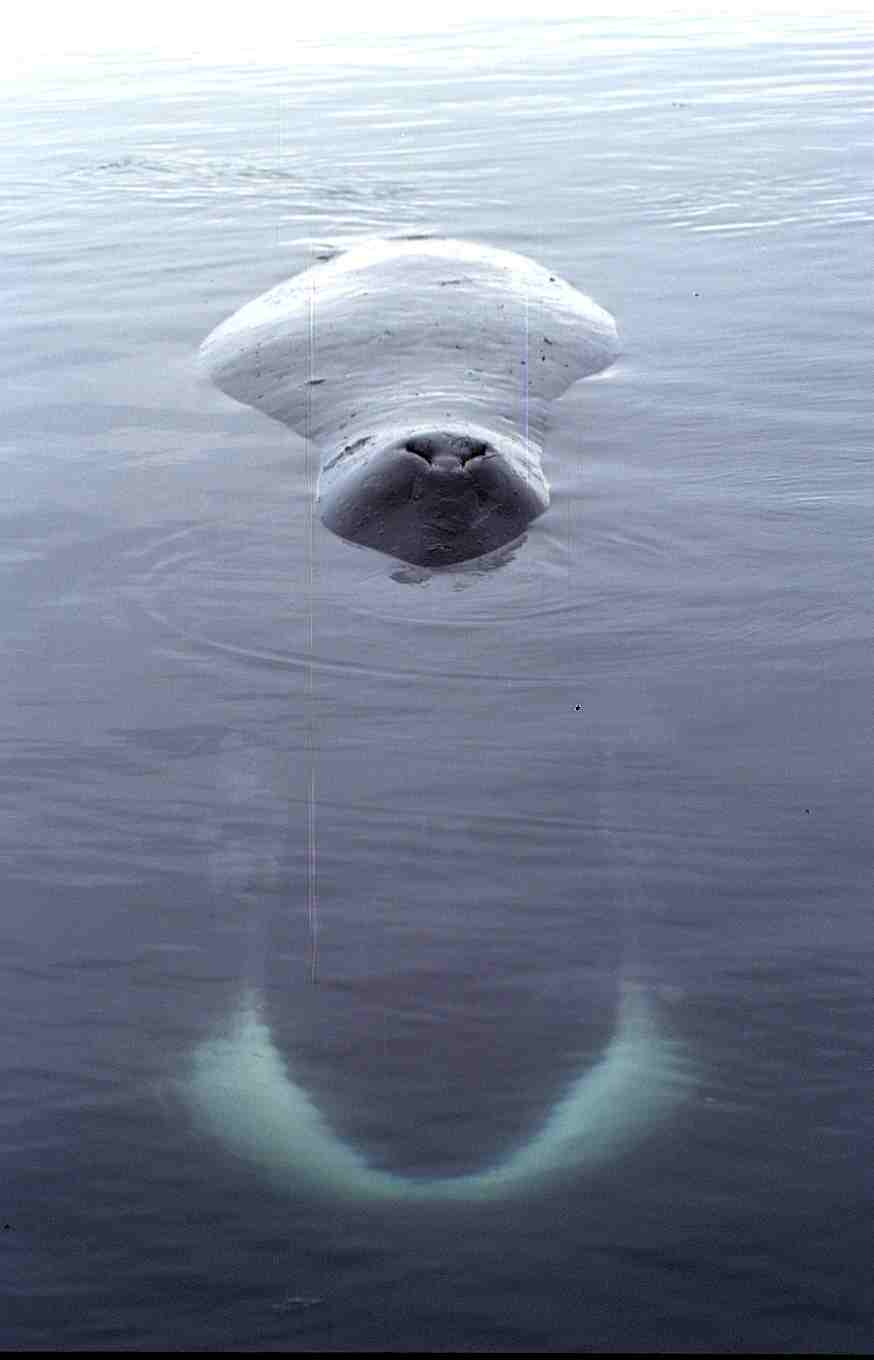
Ballena boreal descansando
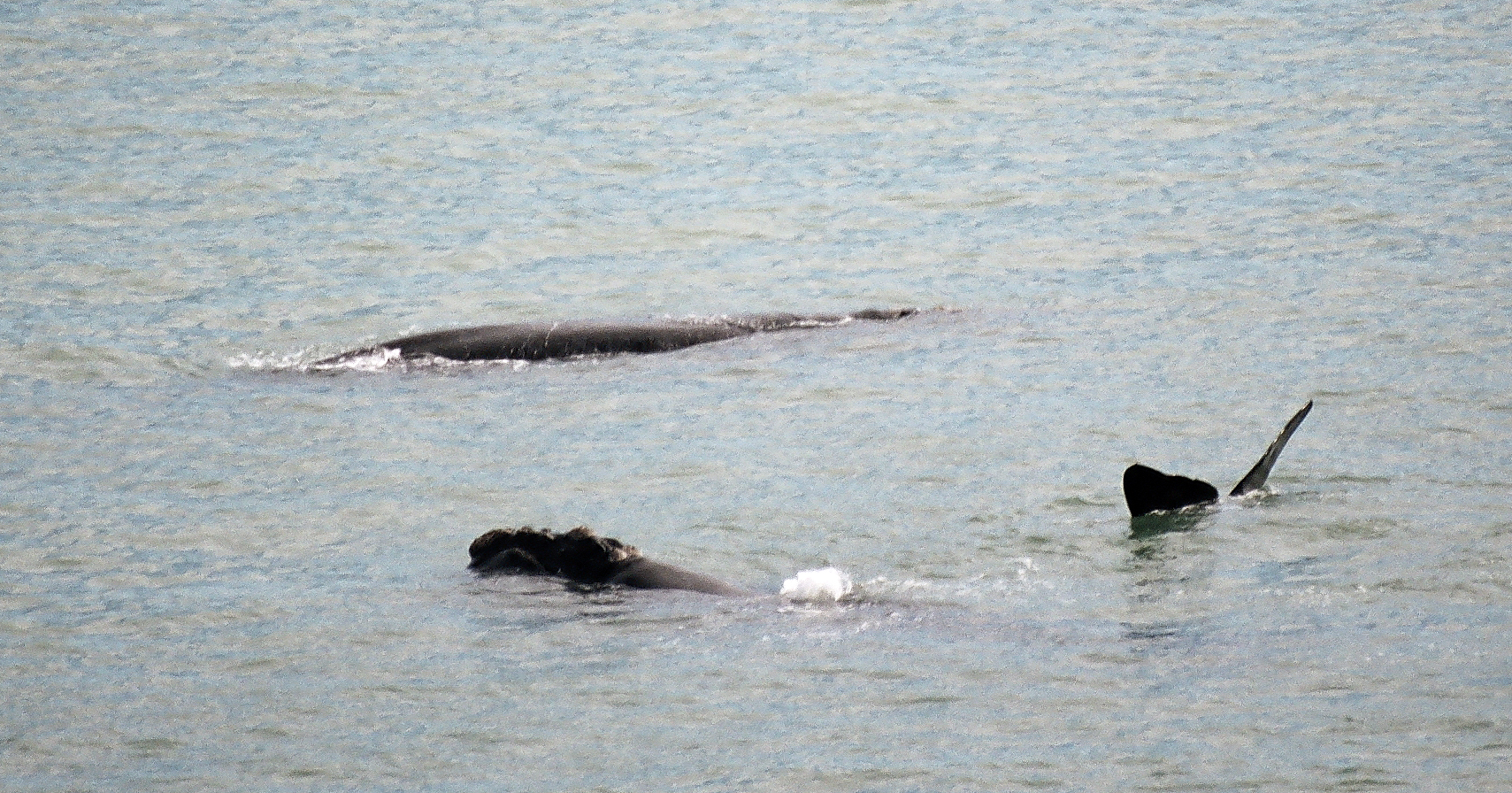
Ballenas francas australes
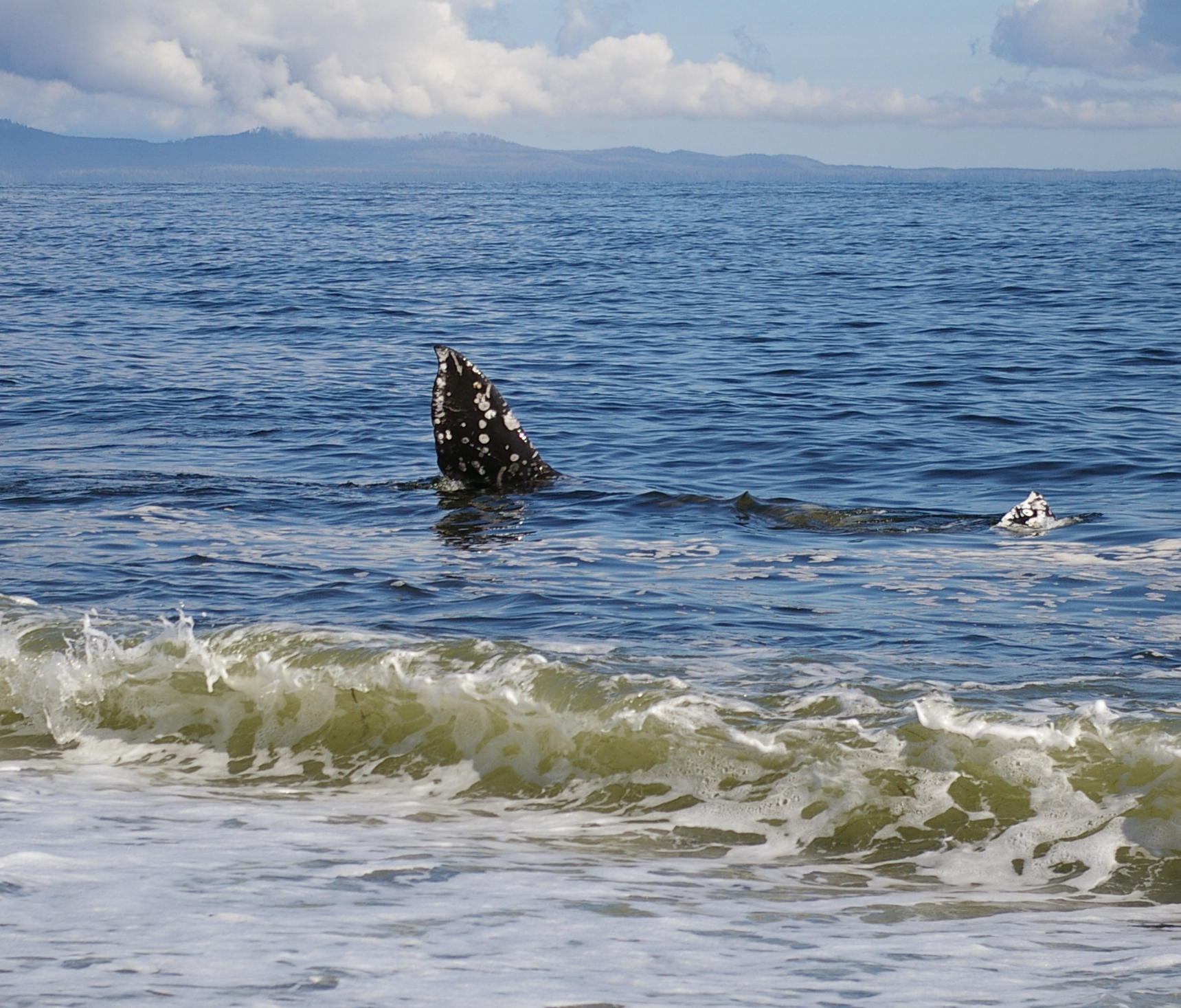
Ballena gris

El comportamiento de flotación o flotación como troncos (en inglés, Logging) es un comportamiento que muestran las ballenas cuando están en reposo y parecen "troncos" en la superficie. Se define como yacer sin movimientos hacia delante en la superficie del agua con la aleta dorsal o partes del lomo al descubierto. Las ballenas suelen descansar durante periodos de tiempo por debajo de la superficie para poder dormir en posiciones principalmente horizontales, si bien los cachalotes también descansan verticalmente. Sin embargo, en tanto necesitan respirar conscientemente en la superficie, solo pueden descansar la mitad de su cerebro a la vez, lo que se conoce como sueño unihemisférico de ondas lentas. Este patrón de sueño ha sido identificado en las cinco especies de cetáceos que han sido estudiadas hasta ahora. Los cetáceos salen intermitentemente a la superficie a respirar durante estos periodos de sueño y muestran un comportamiento de flotación. La flotación puede ocurrir de manera intercambiable con comportamiento de descanso en superficie cuando los cetáceos se desplazan lentamente, lo que es particularmente común en pares de madres y ballenatos, pues estos se cansan rápidamente durante la natación. La flotación es común, particularmente en ballenas francas, cachalotes, ballenas piloto y ballenas jorobadas. Otro comportamiento que puede confundirse con el de flotación es el de deambulación (en inglés, milling), en el que un grupo de cetáceos en la superficie muestran poco o ningún movimiento direccional, sino que socializan entre sí. Este comportamiento es particularmente común en grandes grupos de ballenas piloto.

## Interacción humana

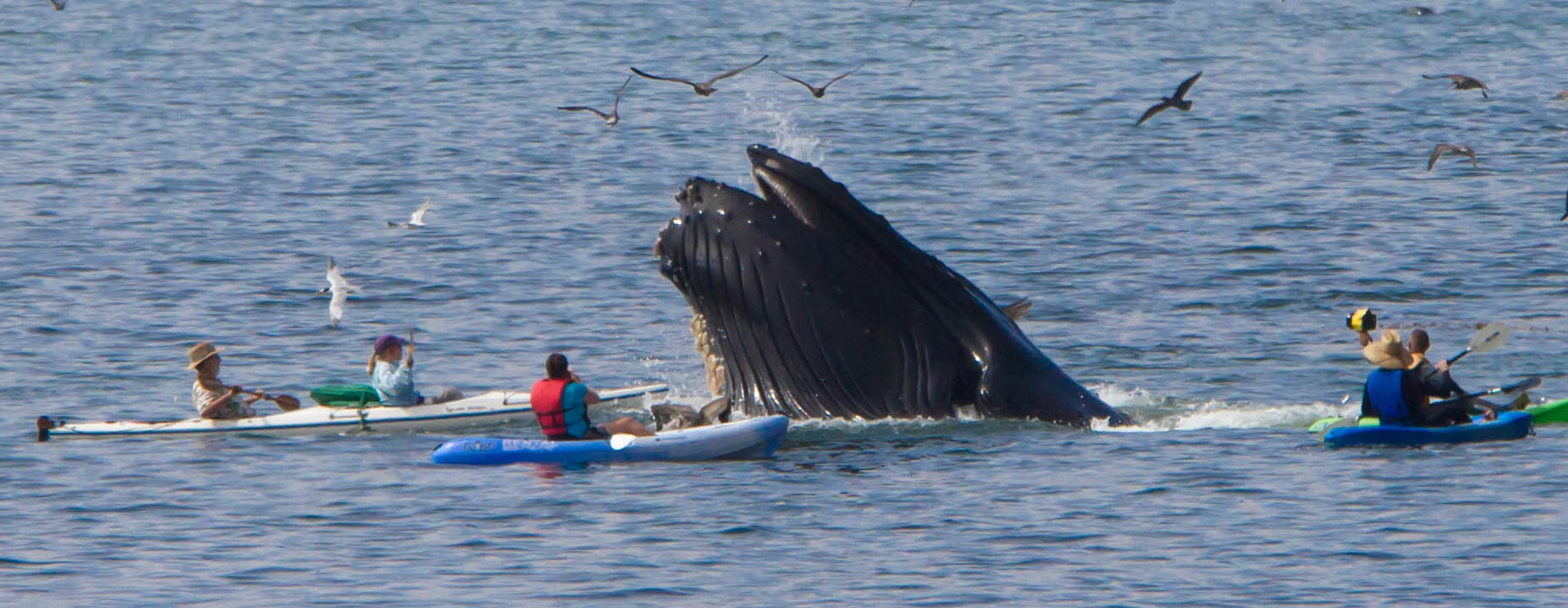
Ballena jorobada entre personas en kayak frente a  Avila Beach, California
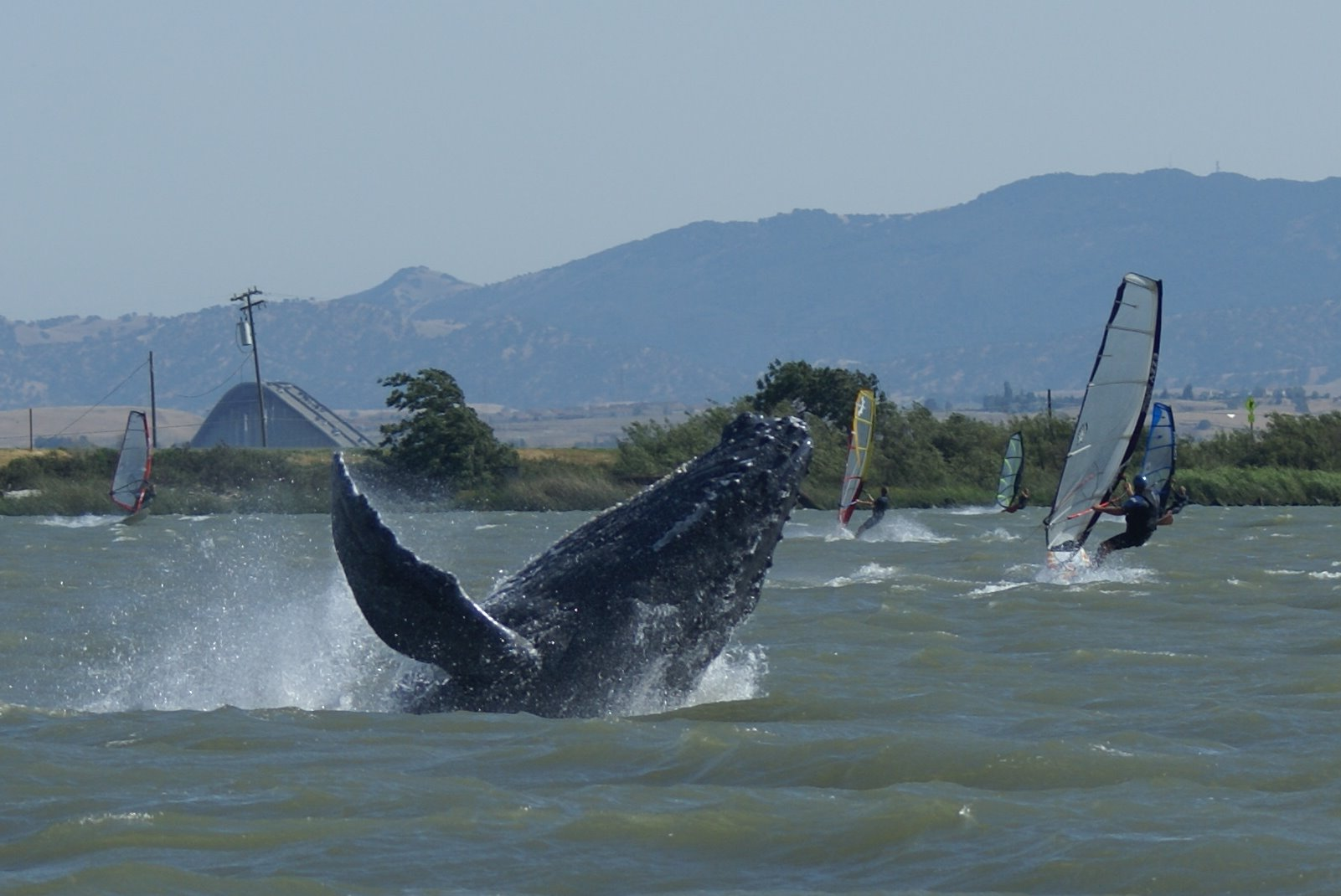
La ballena Dawn en el río Sacramento
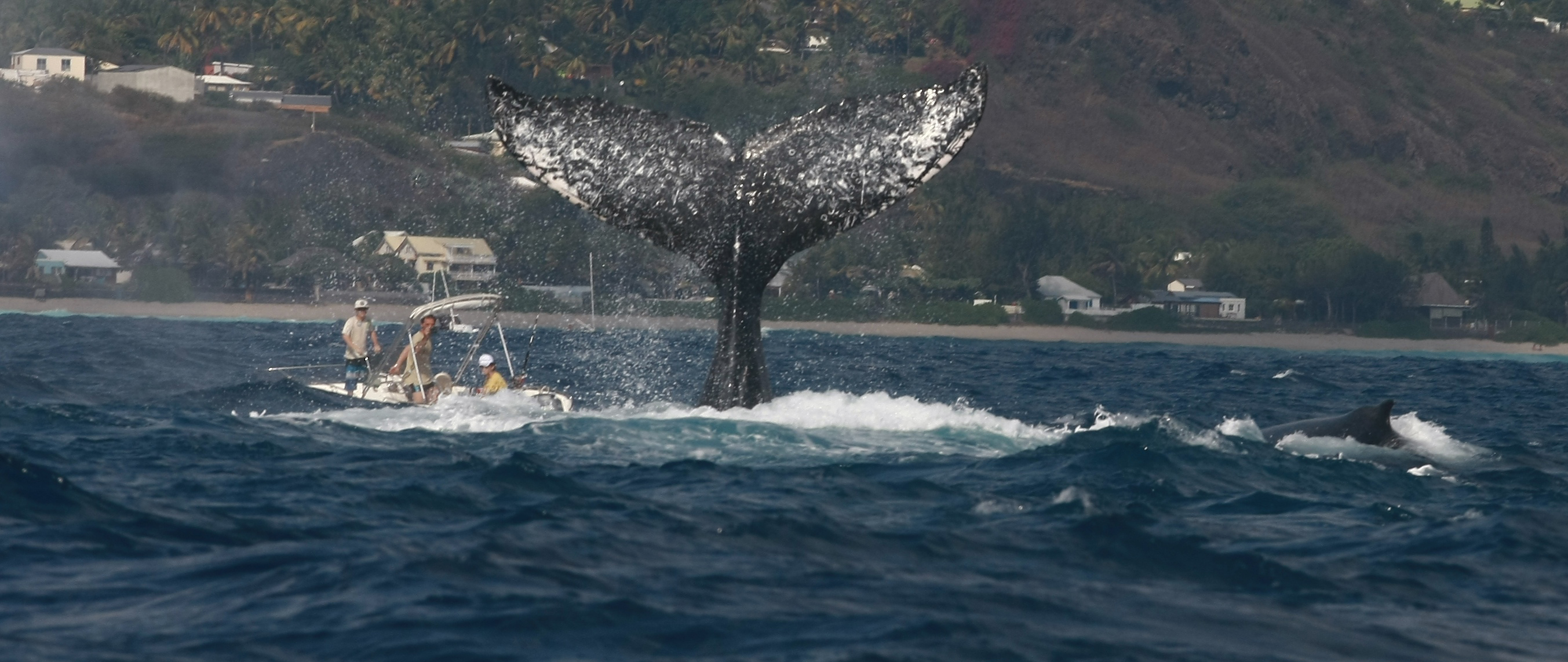
Ballenas jorobadas frente a la costa de Saint-Gilles, Reunión
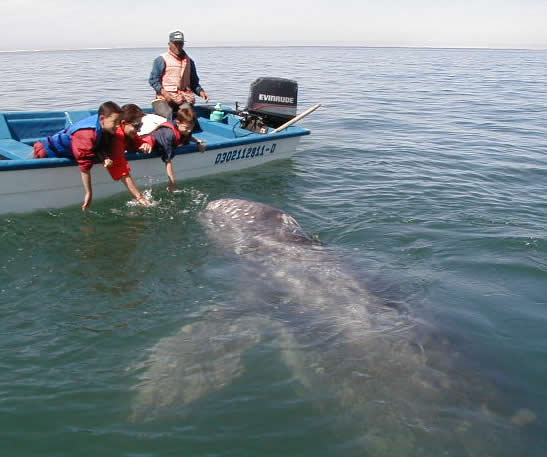
Observando una ballena gris
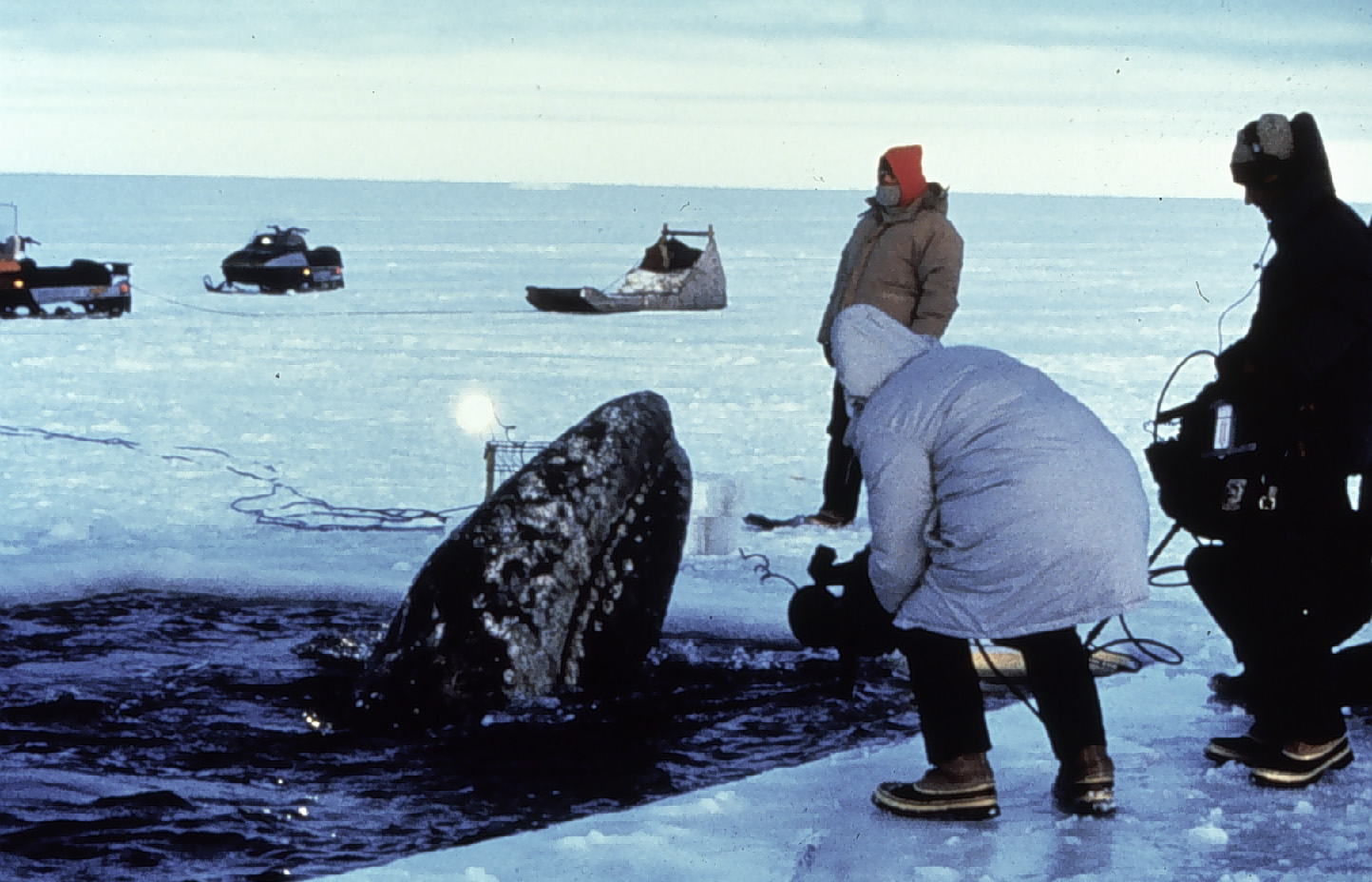
Rescate de ballenas varadas
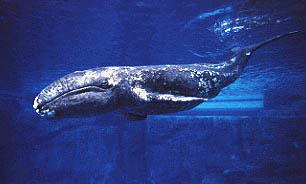
Ballena gris en cautiverio para ser rehabilitada
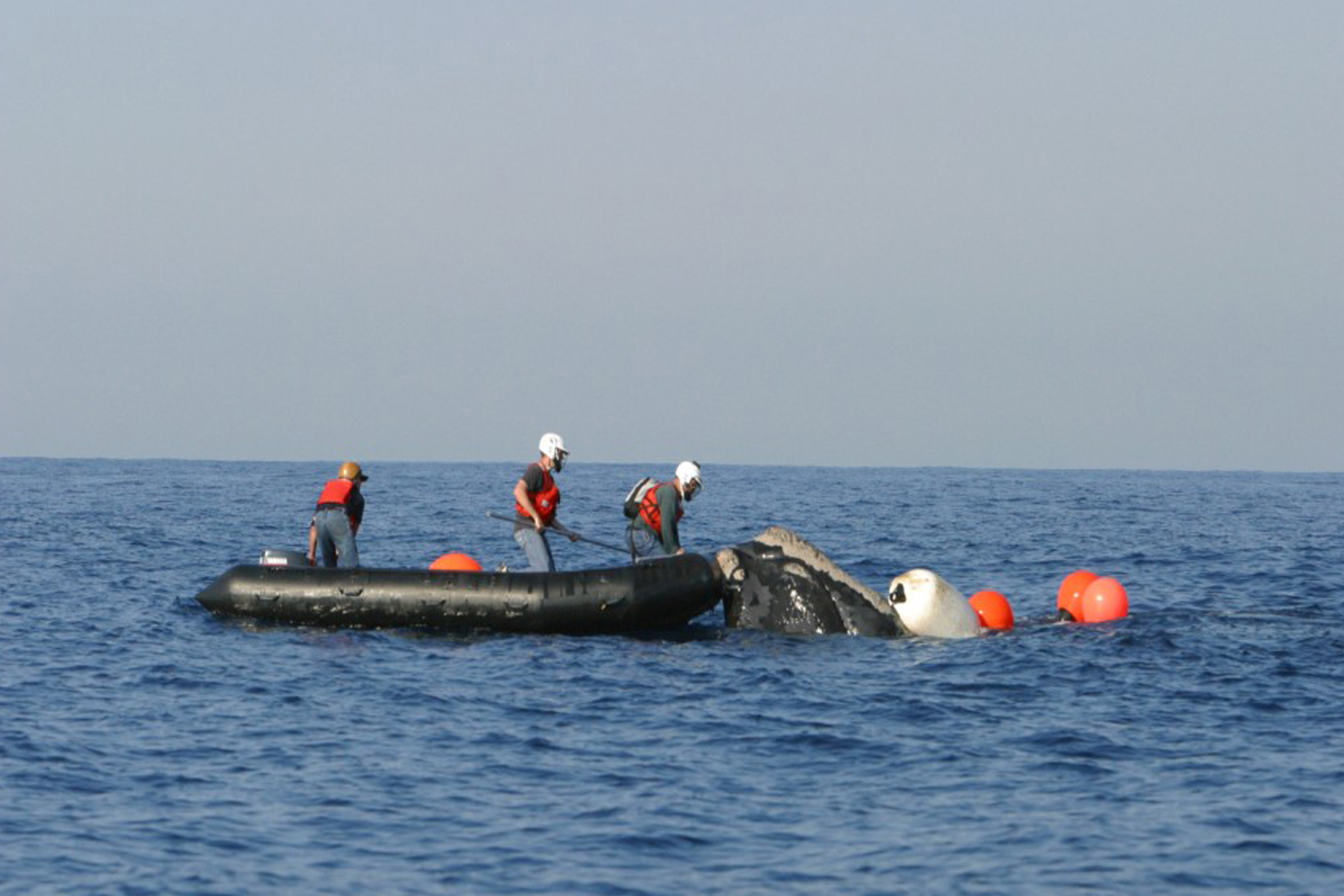
Rescate de una ballena franca glacial atrapada en redes de pesca
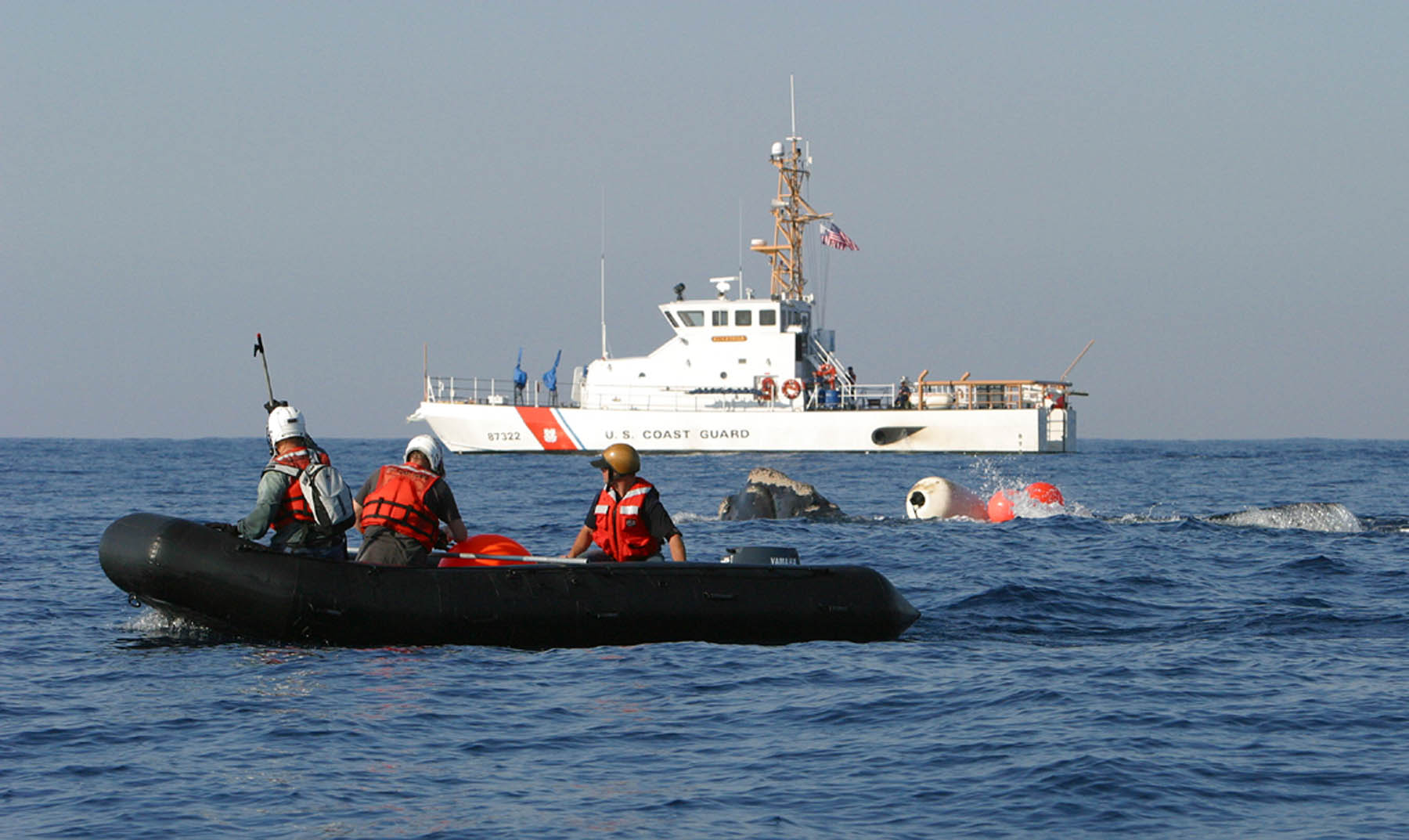
Liberación de la ballena franca glacial
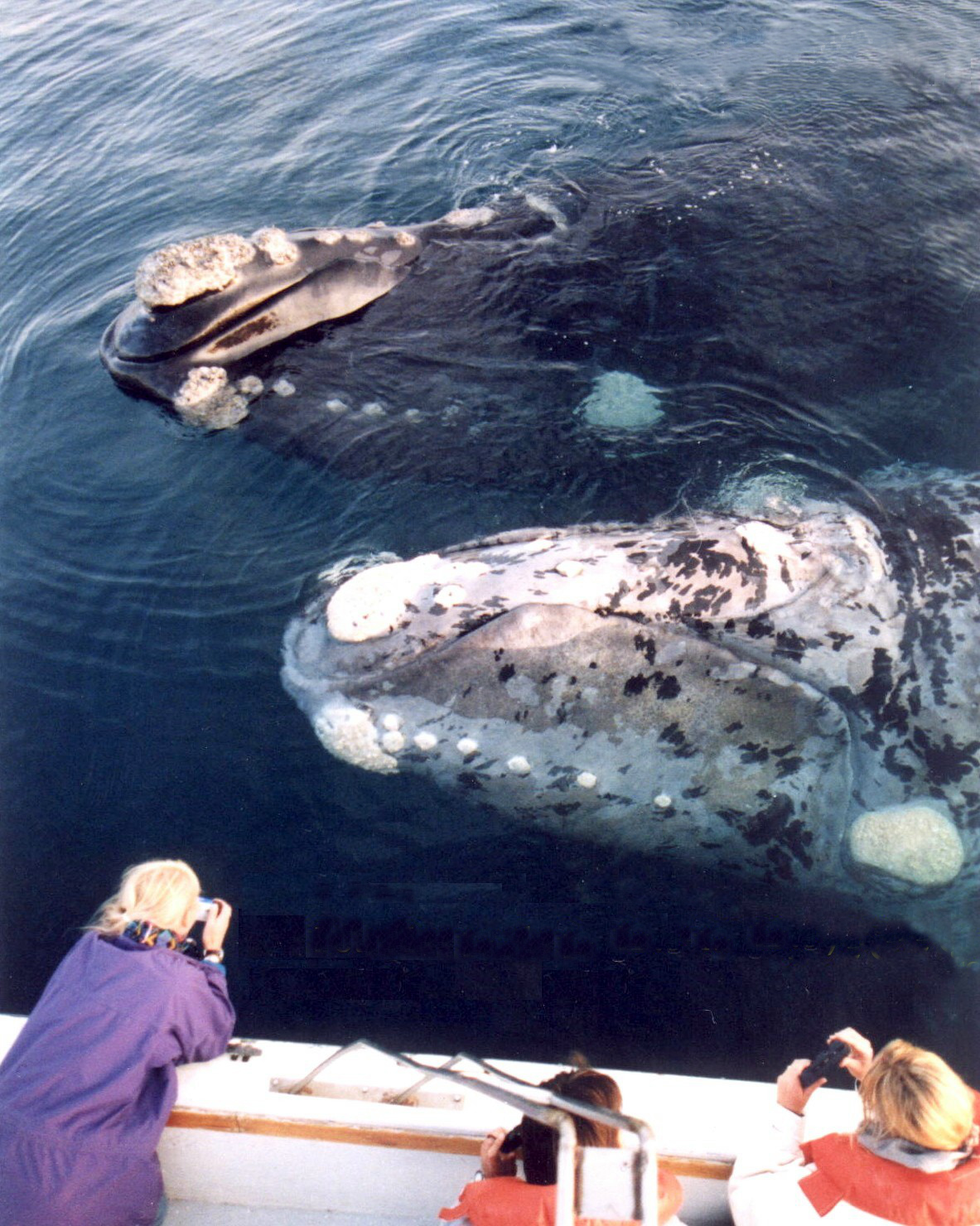
Ballenas francas australes frente a la Península Valdés
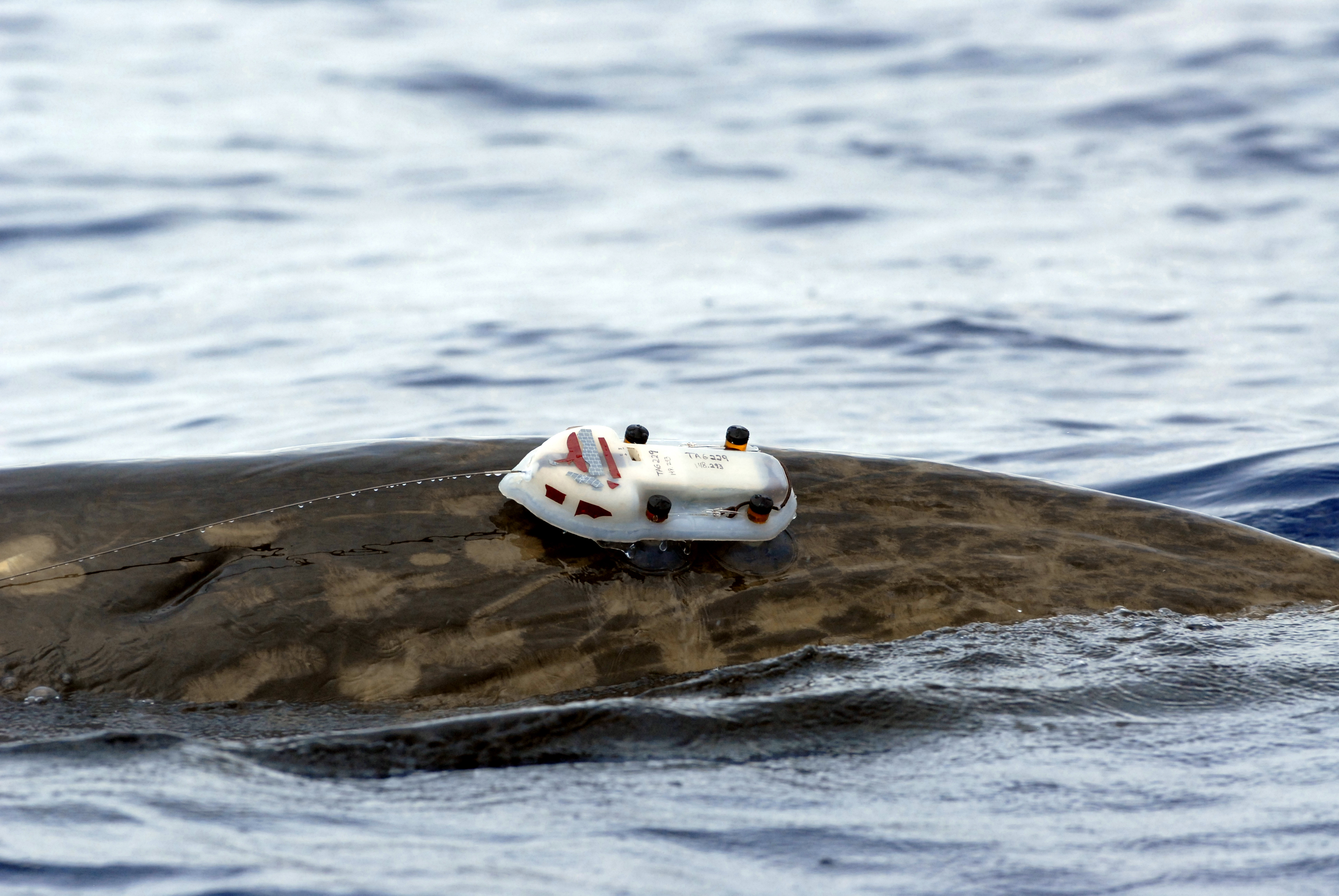
Marcación de un zifio de Blainville con propósitos de investigación
- Equipo de investigación de Ingrid Visser filmando orcas in Nueva Zelanda
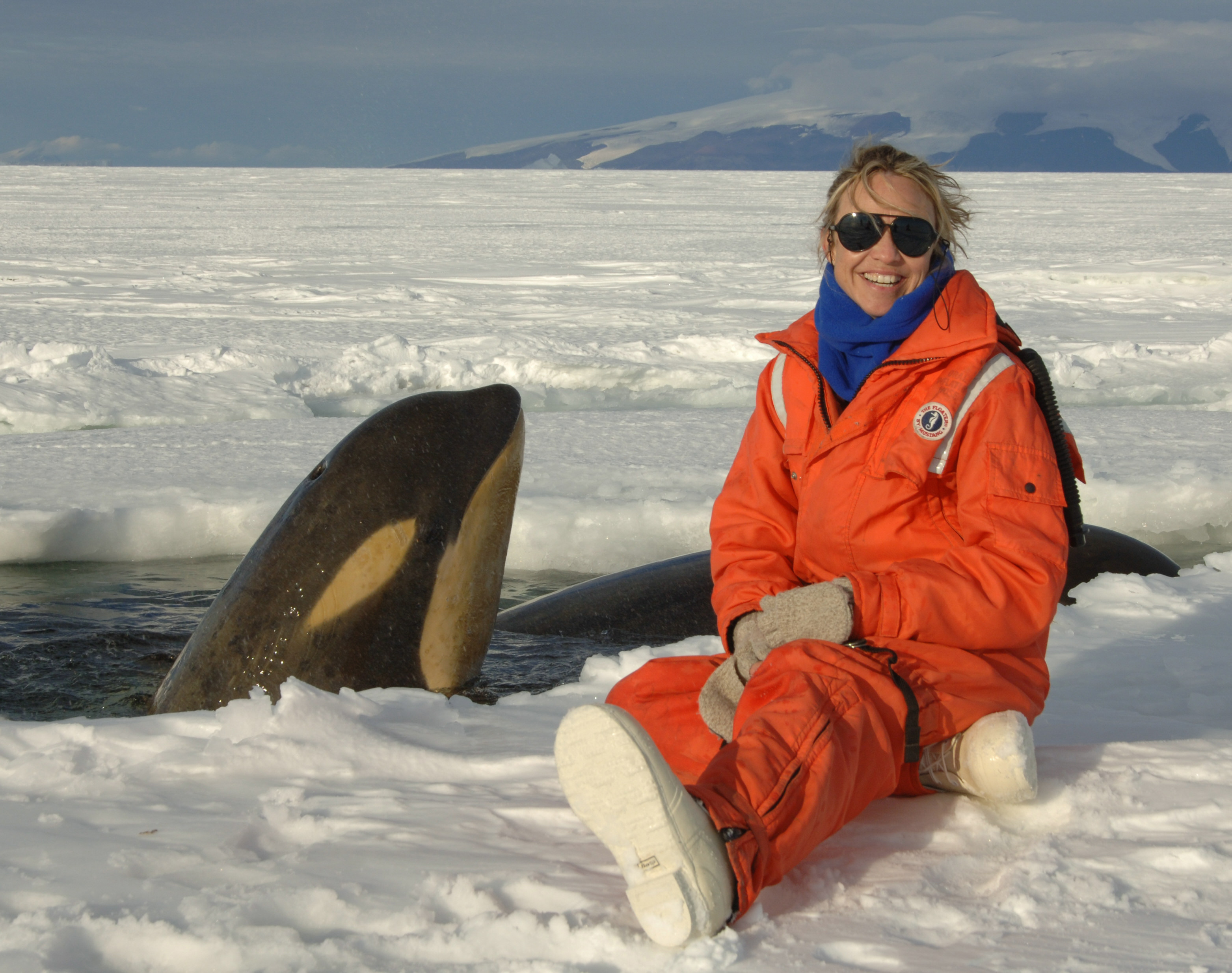
Ecóloga marina de la NOAA Lisa Ballance con un curioso ballenato de orca, posiblemente una especie nueva. Sur del mar de Ross, Antártida.
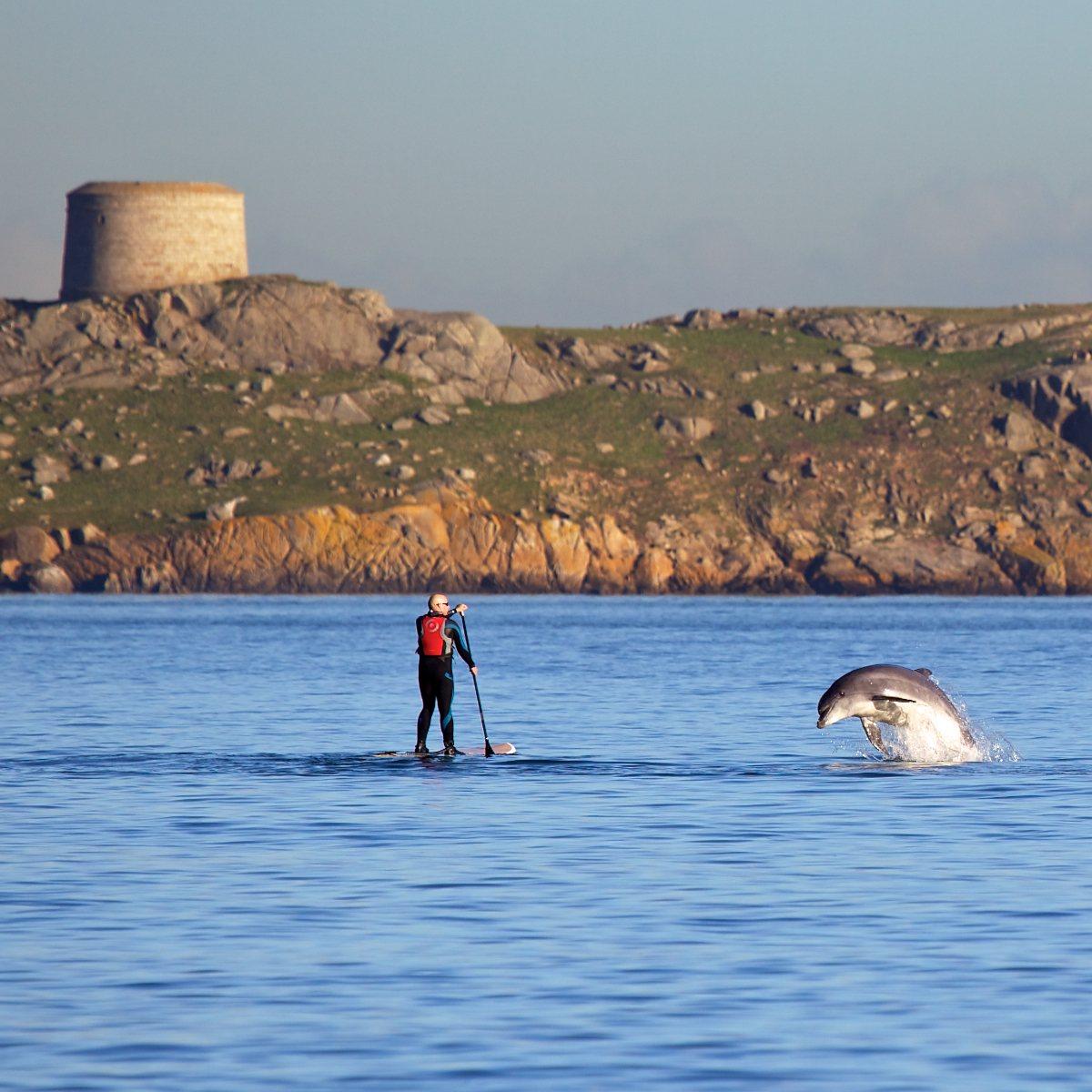
Delfín nariz de botella junto una persona que hace surf de pala

El avistamiento de ballenas se hace en todos los continentes, con una participación estimada de 13 millones de personas en 2008. Este hecho, combinado con el aumento sostenido del tráfico de embarcaciones, probablemente ha afectado la actividad de superficie de los cetáceos. Cuando barcos y otras embarcaciones de avistamiento de cetáceos se les acercan, la mayoría de cetáceos o bien los evitan o buscan interactuar con ellas. Las ocasiones en las que no se observa ningún efecto son predominantemente aquellas en que los cetáceos están viajando o alimentándose, pero rara vez ocurre cuando muestran actividad de superficie. En el caso de la evitación, los animales suelen sumergirse profundamente en lugar de permanecer cerca de la superficie o alejarse horizontalmente de las embarcaciones. Por ejemplo, cuando se acercan embarcaciones a cachalotes, estos salen menos a la superficie, acortan los intervalos entre salidas a respirar y no muestran tan a menudo su aleta caudal antes de sumergirse. También es posible que los cetáceos reduzcan sus comportamientos acrobáticos de superficie, como cuando los barcos se acercan a menos de 300 m de grupos de ballenas jorobadas sin ballenatos. Si bien el comportamiento de evitación es el más típico de las ballenas, las interacciones son más comunes en grupos de ballenas que contienen ballenatos y también entre los Odontocetos, de menor tamaño. Por ejemplo, estudios sobre orcas en Norteamérica han demostrado que los animales focales aumentaban su comportamiento de palamada de cola cuando se les acercaban barcos a menos de 100 m, y que el 70% de los comportamientos activos de superficie en estas orcas se observaban cuando un barco estaba a menos de 225 m de distancia. De forma similar, los delfines oscuros también saltan, cambian de dirección y forman grupos más estrechos cuando hay barcos presentes, especialmente aquellos que no se adhieren a las normas sobre aproximación. Puesto que el aumento de los comportamientos activos de superficie es de beneficio para los clientes de tales tours de avistamiento de ballenas, es posible que estas embarcaciones se acerquen a los cetáceos más de lo recomendado por las directrices. Es escasa la investigación acerca de los efectos a largo plazo del avistamiento de ballenas en los comportamientos de los cetáceos, pero se teoriza que puede causar evitación de sitios populares, o una disminución en las reservas de energía para los individuos involucrados.